# Temporada 2014 de United SportsCar Championship
La Temporada 2014 del United SportsCar Championship (por motivos de patrocinio la marca de relojes  Tudor) fue la temporada inaugural de la International Motor Sports Association IMSA, creada a partir de una fusión de la Rolex Sports Car Series y la American Le Mans Series. Inició con la edición número 52 de las 24 Horas de Daytona, siendo la primera vez que el evento iniciaba siendo parte de la temporada 1997 del Campeonato IMSA GT que la IMSA sancionba como evento en el Daytona International Speedway.

## Clases
Las estructuración de las categorías de cada tipo de coche fueron revelados el 14 de marzo y son los siguientes:
- Prototipos (P): - Esta clase es una categoría que resultó de la fusión de los Prototipos Daytona de la Grand-Am, y los Prototipos LMP2 de la American Le Mans Series (Estos últimos con regulaciones ACO), y el coche prototipo experimental DeltaWing.
- Prototipos Challenge (PC): - Son la clase de coches prototipo modelo Corvette de la American Le Mans Series (con regulaciones ACO) propulsados por el motor de los prototipos Oreca.
- GT Le Mans (GTLM): - Son los Gran Turismo de la American Le Mans Series con regulaciones ACO.
- GT Daytona (GTD) - Son el resultado de la fusión de la clase de los coches GT y GX de la  Grand-Am los GT3 Challenge de Porsche de la American le Mans Series.

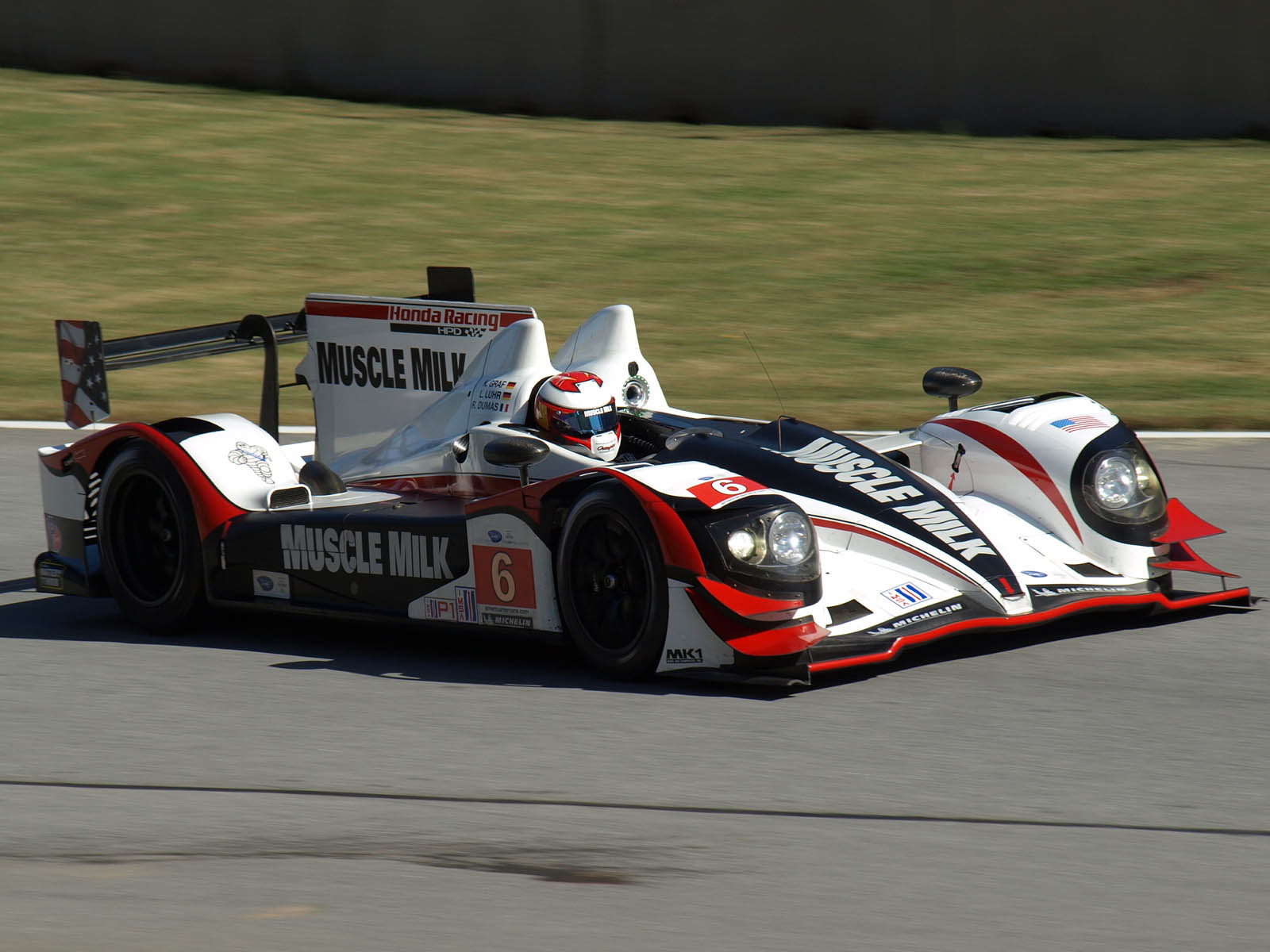
HPD ARX 03a del reglamento LMP2
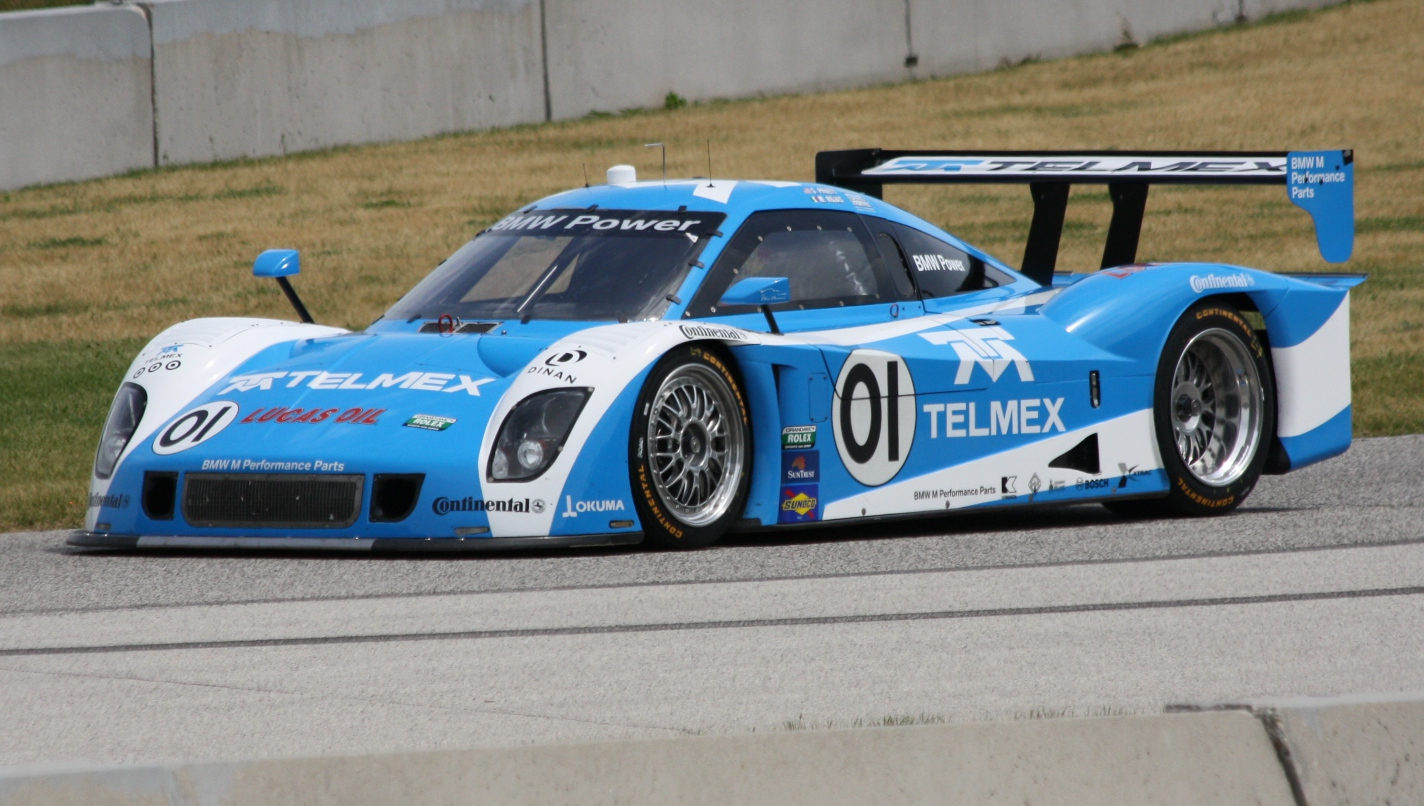
Riley BMW del reglamento Daytona Prototypes
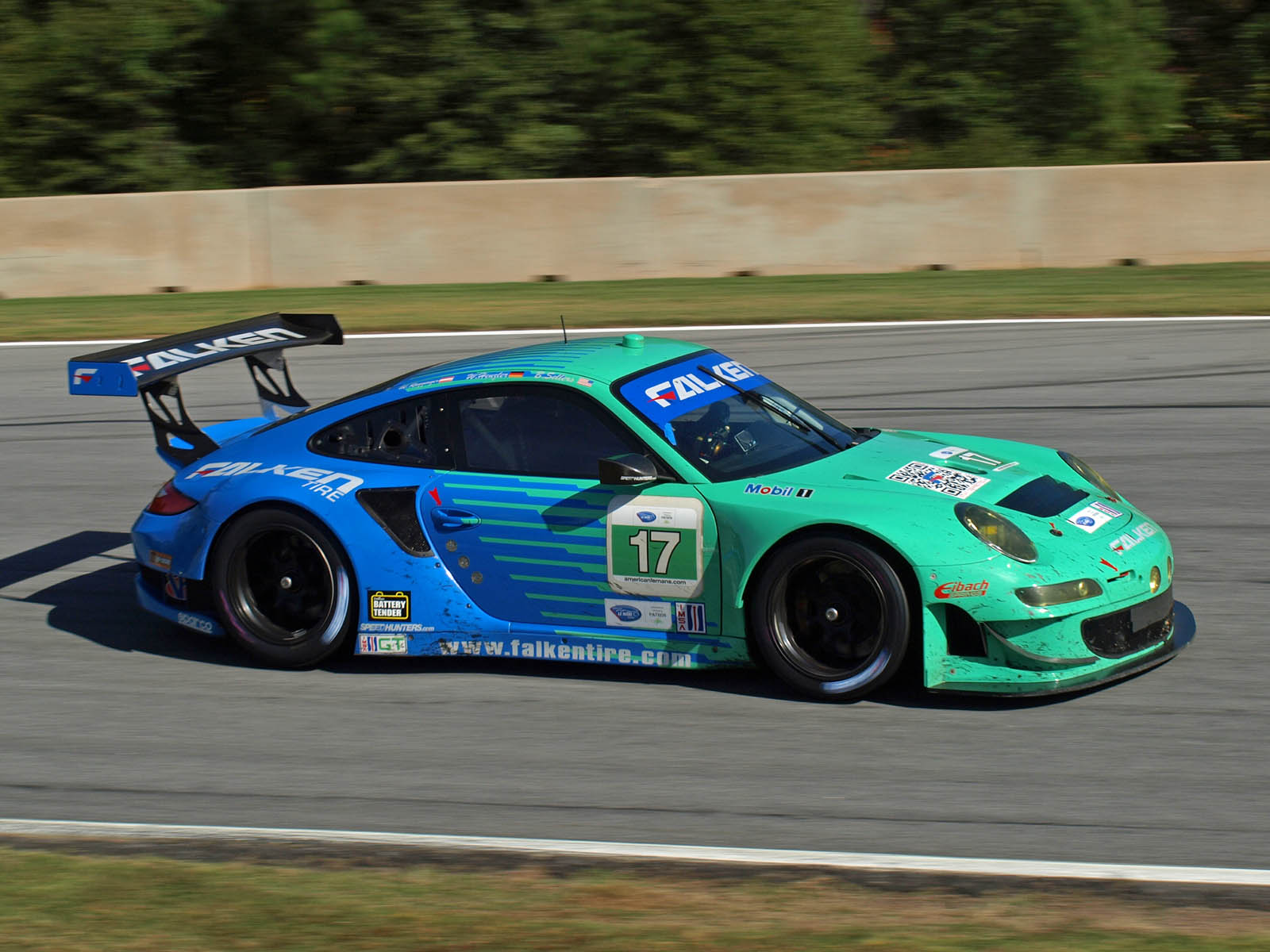
Porsche 911 de la futura clase GTLM
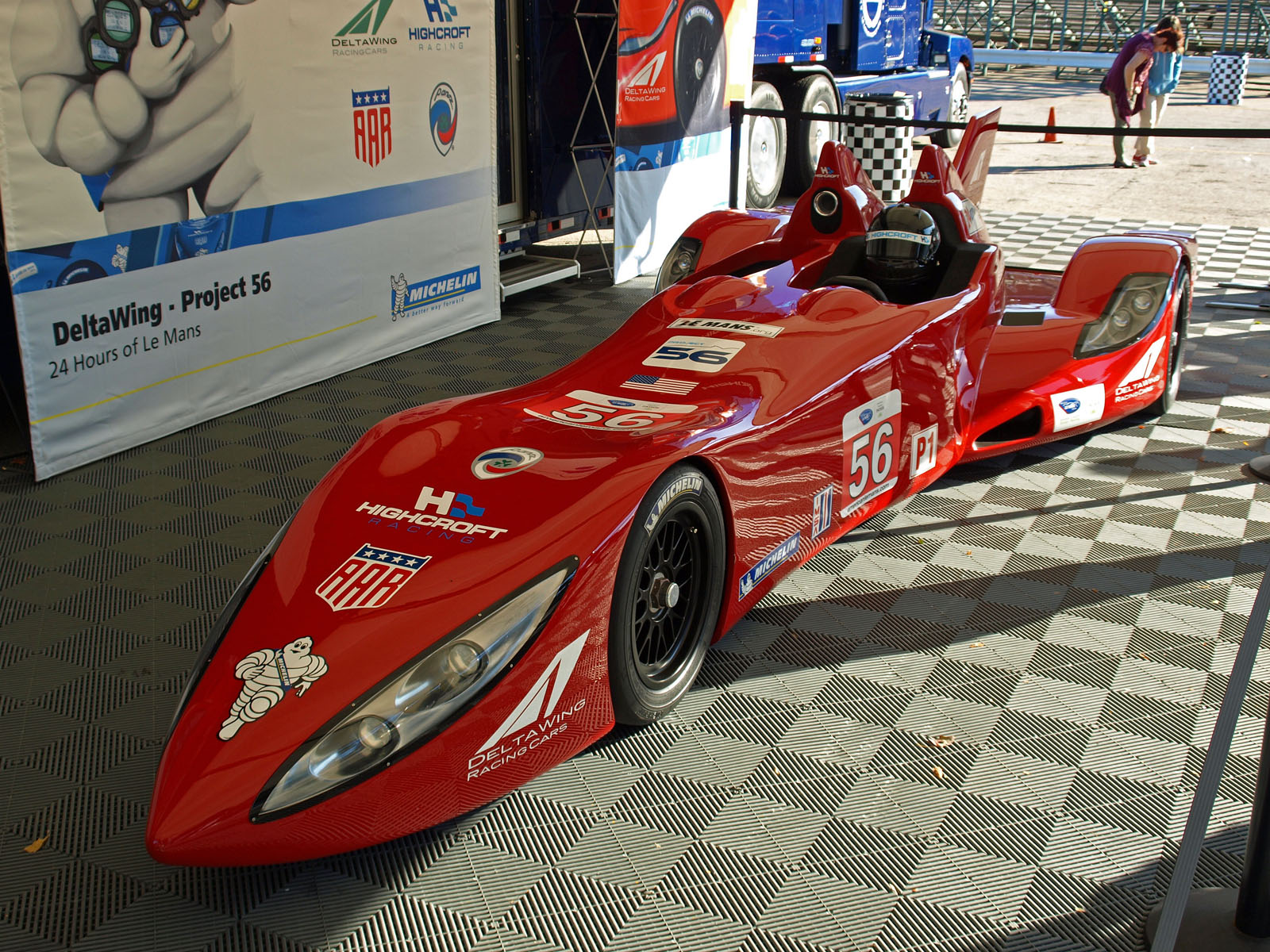
DeltaWing de la clase Prototipos

### Capacidades de coches
Debido a la expectativa de un gran número de entradas para la serie, la IMSA anunció algunas reglamentaciones preliminares para los coches para cada clase el 11 de octubre de 2013. Sin embargo, señalaron que estarían sujetas a cambios en función de factores tales como el número de entradas para la temporada completa en cada clase.
- Prototipos (P): - Limitada a un mínimo de 19 entradas con la excepción de Sebring, Long Beach, Laguna Seca, Detroit, Indianápolis y, con un máximo de 20 para el resto de temporada.
- Prototipos Challenge (PC): -  Limitada a un mínimo de 10 entradas para todos los eventos excepto Kansas y Virginia, en el que se permitirán 19 entradas máximo.
- GT Le Mans (GTLM): -  Limitada a un mínimo de 19 entradas en Virginia, 16 en Long Beach, 14 en Sebring e Indianápolis, y 12 entradas en todos los demás eventos.
- GT Daytona (GTD) -  Limitada a un mínimo de 19 entradas en todos los eventos con la excepción de Detroit, donde se permitiría 21 entradas para competir.

### Límites y Clasificaciones conductor
Los equipos estarán limitados a la utilización de un máximo de tres pilotos por vehículo para eventos de menos de 6 horas de duración. Esta capacidad aumenta hasta cuatro pilotos para las carreras de entre 6 horas hasta 12 horas de duración, y cinco controladores para las 24 Horas de Daytona.
La serie utilizará un sistema de clasificación de pilotos una clasificación cada pilotos en escala de Oro, Plata y Bronce (que identifica el nivel del piloto según la carrera finalizada y su nivel de experiencia), con base a numerosos factores en cuanto a su historial en competencia. Los conductores calificados entre oro y plata se consideran conductores "Pro" (Profesionales), mientras que los conductores calificados en la categoría plata y bronce serán considerados "Amateur" o pilotos "novatos".
En los Prototipos Challenge (PC)' y los GT Daytona (GTD), se permite un máximo de un piloto de nivel plata o piloto nominal de oro para dos o tres combinaciones en un equipo por coche, aumentado solamente a dos en Daytona y Sebring, en la que se implementarán las entradas de un equipo conformado de cuatro o cinco pilotos, sin embargo, un coche debe utilizar dos de nivel platino o de oro con conductores calificados, también deberá utilizar por lo menos dos de plata o de dos bronce como conductores calificados, equipo deberá tener como mínimo necesario el mejor tiempo de pilotaje. Si este requisito no se cumple, el equipo puede ser penalizado a criterio de los comisarios deportivos, desde y hasta la posible exclusión de sus resultados de la carrera.GT Daytona (GTD)
No existen restricciones de clasificación para los conductores en las clases Prototipos (P) y GT Le Mans (GTLM).
A cada piloto se le permitirá conducir hasta dos coches en un solo evento, dado que todos los límites mínimos y máximos de manejo se cumplan.

### Tiempo límite de conducción por carrera
El tiempo máximo de conducción mínimo permitido para un piloto y varía según la competencia y la clase como se especifica en la siguiente tabla.
Cabe señalar que ningún conductor podrá efectuar más de 4 horas en cualquier período de 6 horas en cualquier momento y que un mínimo de dos conductores debe ser utilizado en cada carrera (excepto en los eventos de doble formato de 45 minutos para los Prototipos Challenge (PC) en el que un piloto por voluntad debe ser utilizado en cada carrera).
| Tiempo Máx. de Comp. | Núm. Máx de Cond. | Mín. para los PC/GTD | Mín. para los P/GTLM | Máximo   |
| -------------------- | ----------------- | -------------------- | -------------------- | -------- |
| 24 horas             | 5                 | 4 horas 20 minutos   | 45 minutos           | 14 horas |
| 12 horas             | 4                 | 2 horas 50 minutos   | 45 minutos           | 8 horas  |
| 10 horas             | 4                 | 2 horas 15 minutos   | 45 minutos           | 7 horas  |
| 6 horas              | 4                 | 1 hora 25 minutos    | 45 minutos           | 4 horas  |
| 2 horas 45 minutos   | 3                 | 60 minutos           | 20 minutos           | Ninguno  |
| 2 horas              | 3                 | 40 minutos           | 15 minutos           | Ninguno  |
| 1 hora 40 minutos    | 3                 | 35 minutos           | 10 minutos           | Ninguno  |
| 45 minutos           | 1 por carrera     | 35 minutos           | N/A                  | Ninguno  |

## El desarrollo de la serie
El 31 de julio de 2013, se anunció que el nuevo proveedor de neumáticos sería la marca Continental Tire actuaría como el proveedor exclusivo de neumáticos para las clases Prototipos, Prototype Challenge y GT Daytona. Como Continental era el anterior proveedor de neumáticos de la Serie Rolex Sports Car Series, así como de la clase Prototype Challenge en la American Le Mans Series.
El 11 de diciembre de 2013, Michelin se sumó como otro proveedor de neumáticos en la clase GT Le Mans, para equipos como Corvette Racing, BMW Team RLL, Risi Competizione, SRT Motorsports, Aston Martin Racing y el nuevo equipo Porsche North American. Michelin suministraba anteriormente los neumáticos para las clases LMP1, LMP2 y GT de la American Le Mans Series, y fue de la clase PC entre el 2010 y el 2012.

## Calendario
El calendario preliminar para el 2014 se dio a conocer el 20 de septiembre de 2013 y cuenta doce carreras. Todos los circuitos toman en cuenta parte de la programación 2013 de las series American Le Mans Series y la Grand-Am Rolex. Los únicos circuitos que se cayeron del calendario donde los autos deportivos compitieron durante toda la existencia de ambas series fueron: Lime Rock Park y Mid-Ohio, así como de Barber Motorsports Park y Baltimore.
Algunas rondas en la lista únicamente contarán con algunas de las cuatro clases de la USCC. Long Beach solo contará con las clases Prototipos y la GTLM, Detroit tendrá todas las clases excepto los GTLM y Virginia contará con dos carreras separadas: un evento para las clases GTLM y GTD y otra carrera solamente para la clase Prototype Challenge. Esto les dará a cada categoría solo 11 carreras en sus respectivos campeonatos, a excepción de la clase Prototype Challenge, que se disputará a 10 rondas.
Las carreras de resistencia de Daytona, Sebring, Watkins Glen, y Road Atlanta conservarán sus distancias tradicionales, mientras que cuatro eventos tendrán las habituales 2 horas y 45 minutos de distancia (Mosport, Indianápolis, Road America, Austin), y las dos carreras en circuitos callejeros que se harán de 1 hora y 40 minutos (sólo para las carreras de Long Beach y Detroit).
El 11 de octubre de 2013 al calendario provisional fue puesto en libertad. Los cambios clave en el calendario incluyen la adición de un evento para los Prototipos Challenge independientemente que se celebrará en el Kansas Speedway el 7 de junio. Posteriormente, se retiró un evento para los Prototipos Challenge en Detroit y en la serie telonera Canadian Tire Motorsport Park, dejando a la clase con un calendario de 10 carreras. También se anunció que habría dos eventos que se disputarán durante el evento del 4 de mayo en Laguna Seca. Se ha planeado ofrecer las clases Prototipos y GT Le Mans, mientras que el otro se presentará a las clases Prototipo Challenge y los GT Daytona.
Se espera que los eventos Prototipo Challenge que se correrán en el Kansas Speedway y en el Virginia International Raceway se combinen con los de la Cooper Tires Prototype Lites (serie de desarrollo en un formato de doble carrera). Los coches se opondrían dos carreras cortas, utilizando un solo piloto por carrera.
Los ganadores del equipo del campeonato recibirán premios en efectivo en cada clase, 100.000 dólares para lo P o GTLM y $ 50.000 dólares para la clase PC o GTD.

### Competencias de la Temporada
| Ronda | Carrera                                             | Long. en km/Tiempo   | Clase        | Circuito                                   | Localización             | Fecha             |
| ----- | --------------------------------------------------- | -------------------- | ------------ | ------------------------------------------ | ------------------------ | ----------------- |
| 1     | 24 de Daytona - Edición 52°                         | 24 horas             | Todas        | Daytona International Speedway             | Daytona, Florida         | Enero 25 y 26     |
| 2     | Mobil 1 12 horas de Sebring                         | 12 horas             | Todas        | Sebring International Raceway              | Sebring, Florida         | 15 de marzo       |
| 3     | Gran Premio de Long Beach de la USCC                | 1 hora y 40 minutos  | P, GTLM      | Circuito callejero de Long Beach           | Long Beach, California   | 12 de abril       |
| 4     | Continental Tire Sports Car Festival                | 2 horas              | PC, GTD      | Mazda Raceway Laguna Seca                  | Monterey, California     | 4 de mayo         |
| 4     | Continental Tire Sports Car Festival                | 2 horas              | P, GTLM      | Mazda Raceway Laguna Seca                  | Monterey, California     | 4 de mayo         |
| 5     | Gran Premio de Detroit de la USCC                   | 1 hora y 40 minutos  | P, GTD       | Circuito callejero de Detroit - Belle Isle | Detroit, Michigan        | 31 de mayo        |
| 6     | Gran Premio de Kansas                               | 45 minutos           | PC1          | Kansas Speedway                            | Kansas City, Kansas      | 7 de junio        |
| 6     | Gran Premio de Kansas                               | 45 minutos           | PC1          | Kansas Speedway                            | Kansas City, Kansas      | 7 de junio        |
| 7     | 6 horas de Watkins Glen                             | 6 horas              | Todos        | Watkins Glen International Raceway         | Watkins Glen, Nueva York | 29 de junio       |
| 8     | Mobil 1 SportsCar Gran Premio de Mosport de la USCC | 2 horas y 45 minutos | P, GTLM, GTD | Canadian Tire Motorsports Park             | Bowmanville, Ontario     | 13 de julio       |
| 9     | Gran Premio 'Brickyard' de Indianapolis de la USCC  | 2 horass 45 minutos  | Todas        | Indianapolis Motor Speedway                | Speedway, Indiana        | 25 de julio       |
| 10    | Continental Tire Road Race Showcase de Road America | 2 horass 45 minutos  | Todos        | Road America                               | Elkhart Lake, Wisconsin  | 10 de agosto      |
| 11    | Oak Tree Gran Premio de Virginia de la USCC         | 45 minutos           | PC1          | Virginia International Raceway             | Alton, Virginia          | 24 de agosto      |
| 11    | Oak Tree Gran Premio de Virginia de la USCC         | 45 minutos           | PC1          | Virginia International Raceway             | Alton, Virginia          | 24 de agosto      |
| 11    | Oak Tree Gran Premio de Virginia de la USCC         | 2 horas 45 minutos   | GTLM, GTD    | Virginia International Raceway             | Alton, Virginia          | 24 de agosto      |
| 12    | Lone Star Le Mans de Austin                         | 2 horas 45 minutos   | Todas        | Circuito de Austin                         | Austin, Texas            | 20 de Serptiembre |
| 13    | Petit Le Mans                                       | 10 horas             | Todas        | Road Atlanta                               | Braselton, Georgia       | 4 de octubre      |

     Competencias que forman parte del Campeonato Americano de Resistencia

## Equipos
Los equipos confirmados son los siguientes:

### Prototipos (P)
| Equipo                       | Chasís                     | Motor                                                | Neum | N.º | Pilotos               | Rondas              | Fuentes              |
| ---------------------------- | -------------------------- | ---------------------------------------------------- | ---- | --- | --------------------- | ------------------- | -------------------- |
| Action Express Racing        | Corvette DP                | Chevrolet 5.5L V8                                    | C    | 5   | João Barbosa          | 1–5, 7–10, 12–13    | [ 14 ] [ 15 ]        |
| Action Express Racing        | Corvette DP                | Chevrolet 5.5L V8                                    | C    | 5   | Christian Fittipaldi  | 1–5, 7–10, 12–13    | [ 14 ] [ 15 ]        |
| Action Express Racing        | Corvette DP                | Chevrolet 5.5L V8                                    | C    | 5   | Sébastien Bourdais    | 1–2, 13             | [ 14 ] [ 15 ]        |
| Action Express Racing        | Corvette DP                | Chevrolet 5.5L V8                                    | C    | 5   | Burt Frisselle        | 7                   | [ 14 ] [ 15 ]        |
| Action Express Racing        | Corvette DP                | Chevrolet 5.5L V8                                    | C    | 9   | Fabien Giroix         | 1                   | [ 16 ] [ 17 ]        |
| Action Express Racing        | Corvette DP                | Chevrolet 5.5L V8                                    | C    | 9   | John Martin           | 1                   | [ 16 ] [ 17 ]        |
| Action Express Racing        | Corvette DP                | Chevrolet 5.5L V8                                    | C    | 9   | Brian Frisselle       | 1–2                 | [ 16 ] [ 17 ]        |
| Action Express Racing        | Corvette DP                | Chevrolet 5.5L V8                                    | C    | 9   | Burt Frisselle        | 1–2                 | [ 16 ] [ 17 ]        |
| Action Express Racing        | Corvette DP                | Chevrolet 5.5L V8                                    | C    | 9   | Jon Fogarty           | 2                   | [ 16 ] [ 17 ]        |
| Chip Ganassi Racing          | Riley DP                   | Ford                                                 | C    | 01  | Scott Pruett          | 1–5, 7–10, 12–13    | [ 18 ]               |
| Chip Ganassi Racing          | Riley DP                   | Ford                                                 | C    | 01  | Memo Rojas            | 1–5, 7–8, 10, 12–13 | [ 18 ]               |
| Chip Ganassi Racing          | Riley DP                   | Ford                                                 | C    | 01  | Sage Karam            | 1, 7, 9             | [ 18 ]               |
| Chip Ganassi Racing          | Riley DP                   | Ford                                                 | C    | 01  | Jamie McMurray        | 1                   | [ 18 ]               |
| Chip Ganassi Racing          | Riley DP                   | Ford                                                 | C    | 01  | Marino Franchitti     | 2                   | [ 18 ]               |
| Chip Ganassi Racing          | Riley DP                   | Ford                                                 | C    | 01  | Scott Dixon           | 13                  | [ 18 ]               |
| Chip Ganassi Racing          | Riley DP                   | Ford                                                 | C    | 02  | Scott Dixon           | 1–2                 | [ 19 ]               |
| Chip Ganassi Racing          | Riley DP                   | Ford                                                 | C    | 02  | Tony Kanaan           | 1–2                 | [ 19 ]               |
| Chip Ganassi Racing          | Riley DP                   | Ford                                                 | C    | 02  | Marino Franchitti     | 1                   | [ 19 ]               |
| Chip Ganassi Racing          | Riley DP                   | Ford                                                 | C    | 02  | Kyle Larson           | 1                   | [ 19 ]               |
| Chip Ganassi Racing          | Riley DP                   | Ford                                                 | C    | 02  | Sage Karam            | 2                   | [ 19 ]               |
| DeltaWing Racing Cars        | DeltaWing DWC13            | Élan (Mazda)                                         | C    | 0   | Katherine Legge       | 1–2, 4, 7–8, 10, 13 | [ 20 ]               |
| DeltaWing Racing Cars        | DeltaWing DWC13            | Élan (Mazda)                                         | C    | 0   | Andy Meyrick          | 1–2, 4, 8, 10, 13   | [ 20 ]               |
| DeltaWing Racing Cars        | DeltaWing DWC13            | Élan (Mazda)                                         | C    | 0   | Gabby Chaves          | 1–2, 7, 13          | [ 20 ]               |
| DeltaWing Racing Cars        | DeltaWing DWC13            | Élan (Mazda)                                         | C    | 0   | Alexander Rossi       | 1                   | [ 20 ]               |
| Extreme Speed Motorsports    | HPD ARX-03b                | Honda                                                | C    | 1   | Ryan Dalziel          | 1–5, 7–10           | [ 21 ]               |
| Extreme Speed Motorsports    | HPD ARX-03b                | Honda                                                | C    | 1   | Scott Sharp           | 1–5, 7–10           | [ 21 ]               |
| Extreme Speed Motorsports    | HPD ARX-03b                | Honda                                                | C    | 1   | David Brabham         | 1–2                 | [ 21 ]               |
| Extreme Speed Motorsports    | HPD ARX-03b                | Honda                                                | C    | 2   | Ed Brown              | 1–5, 7–10, 12       | [ 19 ]               |
| Extreme Speed Motorsports    | HPD ARX-03b                | Honda                                                | C    | 2   | Johannes van Overbeek | 1–5, 7–10, 12       | [ 19 ]               |
| Extreme Speed Motorsports    | HPD ARX-03b                | Honda                                                | C    | 2   | Simon Pagenaud        | 1–2                 | [ 19 ]               |
| Extreme Speed Motorsports    | HPD ARX-03b                | Honda                                                | C    | 2   | Anthony Lazzaro       | 1                   | [ 19 ]               |
| Bob Stallings Racing         | Corvette DP                | Chevrolet 5.5L V8                                    | C    | 99  | Jon Fogarty           | 1, 7                | [ 22 ]               |
| Bob Stallings Racing         | Corvette DP                | Chevrolet 5.5L V8                                    | C    | 99  | Memo Gidley           | 1                   | [ 22 ]               |
| Bob Stallings Racing         | Corvette DP                | Chevrolet 5.5L V8                                    | C    | 99  | Alex Gurney           | 1                   | [ 22 ]               |
| Bob Stallings Racing         | Corvette DP                | Chevrolet 5.5L V8                                    | C    | 99  | Darren Law            | 1                   | [ 22 ]               |
| Highway to Help              | Riley                      | Dinan                                                | C    | 50  | Frank Beck            | 1                   |                      |
| Highway to Help              | Riley                      | Dinan                                                | C    | 50  | Byron DeFoor          | 1–2                 |                      |
| Highway to Help              | Riley                      | Dinan                                                | C    | 50  | David Hinton          | 1–2                 |                      |
| Highway to Help              | Riley                      | Dinan                                                | C    | 50  | Jim Pace              | 1–2                 |                      |
| Marsh Racing                 | Corvette DP                | Chevrolet 5.5L V8                                    | C    | 31  | Eric Curran           | 1–9                 | [ 23 ] [ 24 ]        |
| Marsh Racing                 | Corvette DP                | Chevrolet 5.5L V8                                    | C    | 31  | Boris Said            | 1–5, 7–8, 12–13     | [ 23 ] [ 24 ]        |
| Marsh Racing                 | Corvette DP                | Chevrolet 5.5L V8                                    | C    | 31  | Max Papis             | 1, 13               | [ 23 ] [ 24 ]        |
| Marsh Racing                 | Corvette DP                | Chevrolet 5.5L V8                                    | C    | 31  | Bradley Smith         | 1                   | [ 23 ] [ 24 ]        |
| Marsh Racing                 | Corvette DP                | Chevrolet 5.5L V8                                    | C    | 31  | Guy Cosmo             | 2, 7                | [ 23 ] [ 24 ]        |
| Marsh Racing                 | Corvette DP                | Chevrolet 5.5L V8                                    | C    | 31  | Burt Frisselle        | 9–10                | [ 23 ] [ 24 ]        |
| Michael Shank Racing         | Riley DP                   | Ford-Ecobost 3.5 L Turbo                             | C    | 60  | Oswaldo Negri Jr.     | 1–5, 7–10, 12–13    | [ 25 ] [ 26 ]        |
| Michael Shank Racing         | Riley DP                   | Ford-Ecobost 3.5 L Turbo                             | C    | 60  | John Pew              | 1–5, 7–10, 12–13    | [ 25 ] [ 26 ]        |
| Michael Shank Racing         | Riley DP                   | Ford-Ecobost 3.5 L Turbo                             | C    | 60  | Justin Wilson         | 1–2                 | [ 25 ] [ 26 ]        |
| Michael Shank Racing         | Riley DP                   | Ford-Ecobost 3.5 L Turbo                             | C    | 60  | A. J. Allmendinger    | 1                   | [ 25 ] [ 26 ]        |
| Muscle Milk Pickett Racing   | Oreca 03                   | Nissan VK45DE 4.5 L V8                               | C    | 6   | Alex Brundle          | 1                   | [ 27 ]               |
| Muscle Milk Pickett Racing   | Oreca 03                   | Nissan VK45DE 4.5 L V8                               | C    | 6   | Klaus Graf            | 1–2                 | [ 27 ]               |
| Muscle Milk Pickett Racing   | Oreca 03                   | Nissan VK45DE 4.5 L V8                               | C    | 6   | Lucas Luhr            | 1–2                 | [ 27 ]               |
| Muscle Milk Pickett Racing   | Oreca 03                   | Nissan VK45DE 4.5 L V8                               | C    | 6   | Jann Mardenborough    | 2                   | [ 27 ]               |
| OAK Racing                   | Morgan LMP2 / Ligier JS P2 | Nissan VK45DE 4.5 L V8 / Honda HR35TT 3.5 L V6 Turbo | C    | 42  | Gustavo Yacaman       | 1–5, 7–10, 12–13    | [ 28 ] [ 29 ] [ 30 ] |
| OAK Racing                   | Morgan LMP2 / Ligier JS P2 | Nissan VK45DE 4.5 L V8 / Honda HR35TT 3.5 L V6 Turbo | C    | 42  | Olivier Pla           | 1–3, 5, 8, 10       | [ 28 ] [ 29 ] [ 30 ] |
| OAK Racing                   | Morgan LMP2 / Ligier JS P2 | Nissan VK45DE 4.5 L V8 / Honda HR35TT 3.5 L V6 Turbo | C    | 42  | Roman Rusinov         | 1                   | [ 28 ] [ 29 ] [ 30 ] |
| OAK Racing                   | Morgan LMP2 / Ligier JS P2 | Nissan VK45DE 4.5 L V8 / Honda HR35TT 3.5 L V6 Turbo | C    | 42  | Oliver Webb           | 1                   | [ 28 ] [ 29 ] [ 30 ] |
| OAK Racing                   | Morgan LMP2 / Ligier JS P2 | Nissan VK45DE 4.5 L V8 / Honda HR35TT 3.5 L V6 Turbo | C    | 42  | Alex Brundle          | 2, 4, 7, 12–13      | [ 28 ] [ 29 ] [ 30 ] |
| OAK Racing                   | Morgan LMP2 / Ligier JS P2 | Nissan VK45DE 4.5 L V8 / Honda HR35TT 3.5 L V6 Turbo | C    | 42  | Ho-Pin Tung           | 7, 9, 13            | [ 28 ] [ 29 ] [ 30 ] |
| SpeedSource Race Engineering | SDR-14                     | Mazda 2.2 L SKYACTIV-D (SH-VPTS) I4 Turbo (diésel)   | C    | 07  | Joel Miller           | 1–5, 7–10, 12–13    | [ 31 ] [ 32 ]        |
| SpeedSource Race Engineering | SDR-14                     | Mazda 2.2 L SKYACTIV-D (SH-VPTS) I4 Turbo (diésel)   | C    | 07  | Tristan Nunez         | 1–5, 7–10, 12–13    | [ 31 ] [ 32 ]        |
| SpeedSource Race Engineering | SDR-14                     | Mazda 2.2 L SKYACTIV-D (SH-VPTS) I4 Turbo (diésel)   | C    | 07  | Tristan Vautier       | 1–2, 7, 13          | [ 31 ] [ 32 ]        |
| SpeedSource Race Engineering | SDR-14                     | Mazda 2.2 L SKYACTIV-D (SH-VPTS) I4 Turbo (diésel)   | C    | 70  | Tom Long              | 1–5, 7–10, 12–13    | [ 31 ] [ 32 ]        |
| SpeedSource Race Engineering | SDR-14                     | Mazda 2.2 L SKYACTIV-D (SH-VPTS) I4 Turbo (diésel)   | C    | 70  | Sylvain Tremblay      | 1–5, 7–10, 12–13    | [ 31 ] [ 32 ]        |
| SpeedSource Race Engineering | SDR-14                     | Mazda 2.2 L SKYACTIV-D (SH-VPTS) I4 Turbo (diésel)   | C    | 70  | James Hinchcliffe     | 1                   | [ 31 ] [ 32 ]        |
| SpeedSource Race Engineering | SDR-14                     | Mazda 2.2 L SKYACTIV-D (SH-VPTS) I4 Turbo (diésel)   | C    | 70  | Ben Devlin            | 2, 7, 13            | [ 31 ] [ 32 ]        |
| Spirit of Daytona Racing     | Corvette DP                | Chevrolet 5.5L V8                                    | C    | 90  | Michael Valiante      | 1–5, 7–10, 12–13    | [ 23 ] [ 33 ]        |
| Spirit of Daytona Racing     | Corvette DP                | Chevrolet 5.5L V8                                    | C    | 90  | Richard Westbrook     | 1–5, 7–10, 12–13    | [ 23 ] [ 33 ]        |
| Spirit of Daytona Racing     | Corvette DP                | Chevrolet 5.5L V8                                    | C    | 90  | Mike Rockenfeller     | 1–2, 13             | [ 23 ] [ 33 ]        |
| Starworks Motorsport         | Riley                      | Dinan(BMW) 5.0L V8 / Honda HR35TT 3.5 L V6 Turbo     | C    | 78  | Scott Mayer           | 1–2, 10             | [ 34 ] [ 35 ]        |
| Starworks Motorsport         | Riley                      | Dinan(BMW) 5.0L V8 / Honda HR35TT 3.5 L V6 Turbo     | C    | 78  | Alex Popow            | 1–2                 | [ 34 ] [ 35 ]        |
| Starworks Motorsport         | Riley                      | Dinan(BMW) 5.0L V8 / Honda HR35TT 3.5 L V6 Turbo     | C    | 78  | Sebastián Saavedra    | 1–2                 | [ 34 ] [ 35 ]        |
| Starworks Motorsport         | Riley                      | Dinan(BMW) 5.0L V8 / Honda HR35TT 3.5 L V6 Turbo     | C    | 78  | E. J. Viso            | 1–2                 | [ 34 ] [ 35 ]        |
| Starworks Motorsport         | Riley                      | Dinan(BMW) 5.0L V8 / Honda HR35TT 3.5 L V6 Turbo     | C    | 78  | Brendon Hartley       | 1                   | [ 34 ] [ 35 ]        |
| Starworks Motorsport         | Riley                      | Dinan(BMW) 5.0L V8 / Honda HR35TT 3.5 L V6 Turbo     | C    | 78  | James Hinchcliffe     | 10                  | [ 34 ] [ 35 ]        |
| Wayne Taylor Racing          | Corvette DP                | Chevrolet 5.5L V8                                    | C    | 10  | Jordan Taylor         | 1–5, 7–10, 12–13    | [ 36 ]               |
| Wayne Taylor Racing          | Corvette DP                | Chevrolet 5.5L V8                                    | C    | 10  | Ricky Taylor          | 1–5, 7–10, 12–13    | [ 36 ]               |
| Wayne Taylor Racing          | Corvette DP                | Chevrolet 5.5L V8                                    | C    | 10  | Max Angelelli         | 1–2, 7, 13          | [ 36 ]               |
| Wayne Taylor Racing          | Corvette DP                | Chevrolet 5.5L V8                                    | C    | 10  | Wayne Taylor          | 1                   | [ 36 ]               |

### Prototipo Challenge (PC)
Todos los equipos usan un automóvil Oreca FLM09 con motor Chevrolet LS3 6.2 L V8 y neumático Continental.
| Equipo                    | N.º | Pilotos                  | Rondas                 | Fuentes              |
| ------------------------- | --- | ------------------------ | ---------------------- | -------------------- |
| 8Star Motorsports         | 25  | Michael Marsal           | 1–2                    | [ 37 ]               |
| 8Star Motorsports         | 25  | Tom Kimber-Smith         | 1–2, 13                | [ 37 ]               |
| 8Star Motorsports         | 25  | Robert Huff              | 1                      | [ 37 ]               |
| 8Star Motorsports         | 25  | Enzo Potolicchio         | 1                      | [ 37 ]               |
| 8Star Motorsports         | 25  | Sean Rayhall             | 2, 4, 6–7, 9–13        | [ 37 ]               |
| 8Star Motorsports         | 25  | Eric Lux                 | 2, 7, 13               | [ 37 ]               |
| 8Star Motorsports         | 25  | Luis Díaz                | 4, 6–7, 9–12           | [ 37 ]               |
| BAR1 Motorsports          | 87  | Tõnis Kasemets           | 1–2                    | [ 38 ] [ 39 ] [ 40 ] |
| BAR1 Motorsports          | 87  | Gaston Kearby            | 1–2                    | [ 38 ] [ 39 ] [ 40 ] |
| BAR1 Motorsports          | 87  | Doug Bielefeld           | 1                      | [ 38 ] [ 39 ] [ 40 ] |
| BAR1 Motorsports          | 87  | James Kovacic            | 1                      | [ 38 ] [ 39 ] [ 40 ] |
| BAR1 Motorsports          | 87  | Sean Rayhall             | 1                      | [ 38 ] [ 39 ] [ 40 ] |
| BAR1 Motorsports          | 87  | Bruce Hamilton           | 2                      | [ 38 ] [ 39 ] [ 40 ] |
| BAR1 Motorsports          | 87  | Martin Plowman           | 12–13                  | [ 38 ] [ 39 ] [ 40 ] |
| BAR1 Motorsports          | 87  | Marc Drumwright          | 12–13                  | [ 38 ] [ 39 ] [ 40 ] |
| BAR1 Motorsports          | 87  | Tomy Drissi              | 13                     | [ 38 ] [ 39 ] [ 40 ] |
| BAR1 Motorsports          | 88  | Doug Bielefield          | 2, 4, 6–7, 9           | [ 38 ] [ 39 ] [ 40 ] |
| BAR1 Motorsports          | 88  | Tomy Drissi              | 2                      | [ 38 ] [ 39 ] [ 40 ] |
| BAR1 Motorsports          | 88  | Chapman Ducote           | 2                      | [ 38 ] [ 39 ] [ 40 ] |
| BAR1 Motorsports          | 88  | Martin Plowman           | 2, 7, 9                | [ 38 ] [ 39 ] [ 40 ] |
| BAR1 Motorsports          | 88  | Ryan Eversley            | 4                      | [ 38 ] [ 39 ] [ 40 ] |
| BAR1 Motorsports          | 88  | David Cheng              | 7, 13                  | [ 38 ] [ 39 ] [ 40 ] |
| BAR1 Motorsports          | 88  | Tom Papadopoulos         | 12–13                  | [ 38 ] [ 39 ] [ 40 ] |
| BAR1 Motorsports          | 88  | Johnny Mowlem            | 12–13                  | [ 38 ] [ 39 ] [ 40 ] |
| CORE Autosport            | 54  | Jon Bennett              | 1–2, 4, 6–7, 9–13      | [ 41 ] [ 42 ]        |
| CORE Autosport            | 54  | Colin Braun              | 1–2, 4, 6–7, 9–13      | [ 41 ] [ 42 ]        |
| CORE Autosport            | 54  | James Gue                | 1–2, 7, 13             | [ 41 ] [ 42 ]        |
| CORE Autosport            | 54  | Mark Wilkins             | 1                      | [ 41 ] [ 42 ]        |
| Performance Tech          | 38  | David Ostella            | 1–2, 4, 6–7, 9–13      | [ 32 ] [ 43 ]        |
| Performance Tech          | 38  | Raphael Matos            | 1–2                    | [ 32 ] [ 43 ]        |
| Performance Tech          | 38  | Júlio Campos             | 1                      | [ 32 ] [ 43 ]        |
| Performance Tech          | 38  | Gabriel Casagrande       | 1                      | [ 32 ] [ 43 ]        |
| Performance Tech          | 38  | Tomy Drissi              | 1                      | [ 32 ] [ 43 ]        |
| Performance Tech          | 38  | Charlie Shears           | 2, 4                   | [ 32 ] [ 43 ]        |
| Performance Tech          | 38  | Mike Hedlund             | 7                      | [ 32 ] [ 43 ]        |
| Performance Tech          | 38  | James French             | 9–13                   | [ 32 ] [ 43 ]        |
| Performance Tech          | 38  | Jerome Mee               | 13                     | [ 32 ] [ 43 ]        |
| PR1/Mathiasen Motorsports | 52  | Gunnar Jeannette         | 1–2, 4, 6–7, 9–13      | [ 44 ]               |
| PR1/Mathiasen Motorsports | 52  | Frankie Montecalvo       | 1–2, 4, 6–7, 9–13      | [ 44 ]               |
| PR1/Mathiasen Motorsports | 52  | Mike Guasch              | 1–2                    | [ 44 ]               |
| PR1/Mathiasen Motorsports | 52  | David Cheng              | 1                      | [ 44 ]               |
| RSR Racing                | 08  | Chris Cumming            | 1–2, 4, 6–7, 9–13      | [ 45 ] [ 46 ]        |
| RSR Racing                | 08  | Alex Tagliani            | 1–2, 4, 6–7, 11        | [ 45 ] [ 46 ]        |
| RSR Racing                | 08  | Rusty Mitchell           | 1–2, 7, 13             | [ 45 ] [ 46 ]        |
| RSR Racing                | 08  | Conor Daly               | 1                      | [ 45 ] [ 46 ]        |
| RSR Racing                | 08  | Jack Hawksworth          | 9–10, 12–13            | [ 45 ] [ 46 ]        |
| RSR Racing                | 09  | Duncan Ende              | 1–2, 4, 6–7, 9–13      | [ 45 ] [ 46 ]        |
| RSR Racing                | 09  | Bruno Junqueira          | 1–2, 4, 6–7, 9–13      | [ 45 ] [ 46 ]        |
| RSR Racing                | 09  | David Heinemeier Hansson | 1–2, 13                | [ 45 ] [ 46 ]        |
| RSR Racing                | 09  | Gustavo Menezes          | 1                      | [ 45 ] [ 46 ]        |
| RSR Racing                | 09  | Ryan Lewis               | 7                      | [ 45 ] [ 46 ]        |
| Starworks Motorsport      | 7   | Martin Fuentes           | 1, 4, 6–7, 9–13        | [ 47 ]               |
| Starworks Motorsport      | 7   | Pierre Kaffer            | 1                      | [ 47 ]               |
| Starworks Motorsport      | 7   | Kyle Marcelli            | 1, 11                  | [ 47 ]               |
| Starworks Motorsport      | 7   | Alex Popow               | 1, 10, 12              | [ 47 ]               |
| Starworks Motorsport      | 7   | Isaac Tutumlu            | 1                      | [ 47 ]               |
| Starworks Motorsport      | 7   | Sam Bird                 | 4, 7                   | [ 47 ]               |
| Starworks Motorsport      | 7   | Ryan Dalziel             | 6                      | [ 47 ]               |
| Starworks Motorsport      | 7   | John Martin              | 9–10, 12–13            | [ 47 ]               |
| Starworks Motorsport      | 7   | Adam Merzon              | 13                     | [ 47 ]               |
| Starworks Motorsport      | 7   | Ryan Eversley            | 13                     | [ 47 ]               |
| Starworks Motorsport      | 8   | Renger van der Zande     | 1–2, 4, 6–7, 9–13      | [ 47 ]               |
| Starworks Motorsport      | 8   | Sam Bird                 | 1–2                    | [ 47 ]               |
| Starworks Motorsport      | 8   | Mirco Schultis           | 1, 4, 6–7, 9–13        | [ 47 ]               |
| Starworks Motorsport      | 8   | Eric Lux                 | 1                      | [ 47 ]               |
| Starworks Motorsport      | 8   | David Cheng              | 2                      | [ 47 ]               |
| Starworks Motorsport      | 8   | Martin Fuentes           | 2                      | [ 47 ]               |
| Starworks Motorsport      | 8   | Alex Popow               | 13                     | [ 47 ]               |
| JDC-Miller Motorsports    | 85  | Chris Miller             | 2, 4, 6–7, 9–13        | [ 48 ] [ 49 ]        |
| JDC-Miller Motorsports    | 85  | Stephen Simpson          | 2, 4, 6–7, 9–10, 12–13 | [ 48 ] [ 49 ]        |
| JDC-Miller Motorsports    | 85  | Gerry Kraut              | 2                      | [ 48 ] [ 49 ]        |
| JDC-Miller Motorsports    | 85  | Tomy Drissi              | 7                      | [ 48 ] [ 49 ]        |
| JDC-Miller Motorsports    | 85  | Mikhail Goikhberg        | 13                     | [ 48 ] [ 49 ]        |

### GT Le Mans (GTLM)
| Equipo                | Automóvil            | Neum | N.º | Pilotos              | Rondas           | Fuentes              |
| --------------------- | -------------------- | ---- | --- | -------------------- | ---------------- | -------------------- |
| BMW Team RLL          | BMW Z4               | M    | 55  | Bill Auberlen        | 1–4, 7–13        | [ 26 ] [ 50 ]        |
| BMW Team RLL          | BMW Z4               | M    | 55  | Andy Priaulx         | 1–4, 7–13        | [ 26 ] [ 50 ]        |
| BMW Team RLL          | BMW Z4               | M    | 55  | Joey Hand            | 1–2, 13          | [ 26 ] [ 50 ]        |
| BMW Team RLL          | BMW Z4               | M    | 55  | Maxime Martin        | 1                | [ 26 ] [ 50 ]        |
| BMW Team RLL          | BMW Z4               | M    | 56  | John Edwards         | 1–4, 7–13        | [ 26 ] [ 50 ]        |
| BMW Team RLL          | BMW Z4               | M    | 56  | Dirk Müller          | 1–4, 7–13        | [ 26 ] [ 50 ]        |
| BMW Team RLL          | BMW Z4               | M    | 56  | Dirk Werner          | 1–2, 13          | [ 26 ] [ 50 ]        |
| BMW Team RLL          | BMW Z4               | M    | 56  | Graham Rahal         | 1                | [ 26 ] [ 50 ]        |
| CORE Autosport        | Porsche 911 RSR      | M    | 910 | Frédéric Makowiecki  | 12               | [ 51 ]               |
| CORE Autosport        | Porsche 911 RSR      | M    | 910 | Patrick Pilet        | 12               | [ 51 ]               |
| Corvette Racing       | Chevrolet Corvette   | M    | 3   | Antonio García       | 1–4, 7–13        | [ 52 ]               |
| Corvette Racing       | Chevrolet Corvette   | M    | 3   | Jan Magnussen        | 1–4, 7–10, 12–13 | [ 52 ]               |
| Corvette Racing       | Chevrolet Corvette   | M    | 3   | Ryan Briscoe         | 1–2, 13          | [ 52 ]               |
| Corvette Racing       | Chevrolet Corvette   | M    | 3   | Jordan Taylor        | 11               | [ 52 ]               |
| Corvette Racing       | Chevrolet Corvette   | M    | 4   | Oliver Gavin         | 1–4, 7–13        | [ 52 ]               |
| Corvette Racing       | Chevrolet Corvette   | M    | 4   | Tommy Milner         | 1–4, 7–13        | [ 52 ]               |
| Corvette Racing       | Chevrolet Corvette   | M    | 4   | Robin Liddell        | 1–2              | [ 52 ]               |
| Corvette Racing       | Chevrolet Corvette   | M    | 4   | Ryan Briscoe         | 13               | [ 52 ]               |
| Krohn Racing          | Ferrari 458 Italia   | M    | 57  | Niclas Jönsson       | 1–2, 4, 7, 13    | [ 53 ]               |
| Krohn Racing          | Ferrari 458 Italia   | M    | 57  | Tracy Krohn          | 1–2, 4, 7, 13    | [ 53 ]               |
| Krohn Racing          | Ferrari 458 Italia   | M    | 57  | Andrea Bertolini     | 1–2, 13          | [ 53 ]               |
| Krohn Racing          | Ferrari 458 Italia   | M    | 57  | Peter Dumbreck       | 1                | [ 53 ]               |
| Porsche North America | Porsche 911 RSR      | M    | 911 | Richard Lietz        | 1–4              | [ 54 ]               |
| Porsche North America | Porsche 911 RSR      | M    | 911 | Nick Tandy           | 1–4, 7–13        | [ 54 ]               |
| Porsche North America | Porsche 911 RSR      | M    | 911 | Patrick Pilet        | 1–2, 7, 13       | [ 54 ]               |
| Porsche North America | Porsche 911 RSR      | M    | 911 | Michael Christensen  | 11               | [ 54 ]               |
| Porsche North America | Porsche 911 RSR      | M    | 911 | Jörg Bergmeister     | 12–13            | [ 54 ]               |
| Porsche North America | Porsche 911 RSR      | M    | 912 | Michael Christensen  | 1–4, 7–13        | [ 54 ]               |
| Porsche North America | Porsche 911 RSR      | M    | 912 | Patrick Long         | 1–4, 7–13        | [ 54 ]               |
| Porsche North America | Porsche 911 RSR      | M    | 912 | Jörg Bergmeister     | 1–2              | [ 54 ]               |
| Porsche North America | Porsche 911 RSR      | M    | 912 | Patrick Pilet        | 7                | [ 54 ]               |
| Porsche North America | Porsche 911 RSR      | M    | 912 | Earl Bamber          | 13               | [ 54 ]               |
| Risi Competizione     | Ferrari 458 Italia   | M    | 62  | Giancarlo Fisichella | 1–4, 7–13        | [ 55 ]               |
| Risi Competizione     | Ferrari 458 Italia   | M    | 62  | Gianmaria Bruni      | 1–2              | [ 55 ]               |
| Risi Competizione     | Ferrari 458 Italia   | M    | 62  | Matteo Malucelli     | 1–2              | [ 55 ]               |
| Risi Competizione     | Ferrari 458 Italia   | M    | 62  | Olivier Beretta      | 1, 13            | [ 55 ]               |
| Risi Competizione     | Ferrari 458 Italia   | M    | 62  | Dane Cameron         | 3                | [ 55 ]               |
| Risi Competizione     | Ferrari 458 Italia   | M    | 62  | Pierre Kaffer        | 4, 7–13          | [ 55 ]               |
| SRT Motorsports       | SRT Viper GTS-R      | M    | 91  | Dominik Farnbacher   | 1–4, 7–12        | [ 56 ] [ 57 ] [ 58 ] |
| SRT Motorsports       | SRT Viper GTS-R      | M    | 91  | Marc Goossens        | 1–4, 7–13        | [ 56 ] [ 57 ] [ 58 ] |
| SRT Motorsports       | SRT Viper GTS-R      | M    | 91  | Ryan Hunter-Reay     | 1–2, 13          | [ 56 ] [ 57 ] [ 58 ] |
| SRT Motorsports       | SRT Viper GTS-R      | M    | 91  | Kuno Wittmer         | 13               | [ 56 ] [ 57 ] [ 58 ] |
| SRT Motorsports       | SRT Viper GTS-R      | M    | 91  | Jonathan Bomarito    | 3, 7             | [ 56 ] [ 57 ] [ 58 ] |
| SRT Motorsports       | SRT Viper GTS-R      | M    | 93  | Jonathan Bomarito    | 1–4, 7–13        | [ 56 ] [ 57 ] [ 58 ] |
| SRT Motorsports       | SRT Viper GTS-R      | M    | 93  | Kuno Wittmer         | 1–4, 7–12        | [ 56 ] [ 57 ] [ 58 ] |
| SRT Motorsports       | SRT Viper GTS-R      | M    | 93  | Rob Bell             | 1–2, 13          | [ 56 ] [ 57 ] [ 58 ] |
| SRT Motorsports       | SRT Viper GTS-R      | M    | 93  | Marc Goossens        | 3, 7             | [ 56 ] [ 57 ] [ 58 ] |
| SRT Motorsports       | SRT Viper GTS-R      | M    | 93  | Dominik Farnbacher   | 11, 13           | [ 56 ] [ 57 ] [ 58 ] |
| Aston Martin Racing   | Aston Martin Vantage | M    | 97  | Pedro Lamy           | 1                | [ 26 ] [ 59 ]        |
| Aston Martin Racing   | Aston Martin Vantage | M    | 97  | Paul Dalla Lana      | 1                | [ 26 ] [ 59 ]        |
| Aston Martin Racing   | Aston Martin Vantage | M    | 97  | Stefan Mücke         | 1                | [ 26 ] [ 59 ]        |
| Aston Martin Racing   | Aston Martin Vantage | M    | 97  | Richie Stanaway      | 1                | [ 26 ] [ 59 ]        |
| Aston Martin Racing   | Aston Martin Vantage | M    | 97  | Darren Turner        | 1                | [ 26 ] [ 59 ]        |
| Team Falken Tire      | Porsche 911 RSR      | F    | 17  | Wolf Henzler         | 2–4, 7-13        | [ 60 ]               |
| Team Falken Tire      | Porsche 911 RSR      | F    | 17  | Bryan Sellers        | 2–4, 7-13        | [ 60 ]               |
| Team Falken Tire      | Porsche 911 RSR      | F    | 17  | Marco Holzer         | 2, 13            | [ 60 ]               |

### GT Daytona (GTD)
| Equipo                           | Automóvil            | Neum | N.º | Pilotos                | Rondas                 | Fuentes              |
| -------------------------------- | -------------------- | ---- | --- | ---------------------- | ---------------------- | -------------------- |
| Alex Job Racing                  | Porsche 911          | C    | 22  | Leh Keen               | 1–2, 4–5, 7–13         | [ 32 ] [ 61 ]        |
| Alex Job Racing                  | Porsche 911          | C    | 22  | Cooper MacNeil         | 1–2, 4–5, 7–13         | [ 32 ] [ 61 ]        |
| Alex Job Racing                  | Porsche 911          | C    | 22  | LP Dumoulin            | 1                      | [ 32 ] [ 61 ]        |
| Alex Job Racing                  | Porsche 911          | C    | 22  | Shane Van Gisbergen    | 1                      | [ 32 ] [ 61 ]        |
| Alex Job Racing                  | Porsche 911          | C    | 22  | Shane Lewis            | 1                      | [ 32 ] [ 61 ]        |
| Alex Job Racing                  | Porsche 911          | C    | 22  | Philipp Frommenwiler   | 2, 7                   | [ 32 ] [ 61 ]        |
| Alex Job Racing                  | Porsche 911          | C    | 22  | Craig Stanton          | 13                     | [ 32 ] [ 61 ]        |
| Dempsey Racing                   | Porsche 911          | C    | 27  | Andrew Davis           | 1–2, 4–5, 7–13         | [ 62 ]               |
| Dempsey Racing                   | Porsche 911          | C    | 27  | Patrick Dempsey        | 1–2, 4, 7–13           | [ 62 ]               |
| Dempsey Racing                   | Porsche 911          | C    | 27  | Joe Foster             | 1–2, 7, 13             | [ 62 ]               |
| Dempsey Racing                   | Porsche 911          | C    | 27  | Marc Lieb              | 1                      | [ 62 ]               |
| Dempsey Racing                   | Porsche 911          | C    | 27  | Norbert Siedler        | 2                      | [ 62 ]               |
| Dempsey Racing                   | Porsche 911          | C    | 27  | Brett Sandberg         | 5                      | [ 62 ]               |
| Dempsey Racing/Konrad Motorsport | Porsche 911          | C    | 28  | Christian Engelhart    | 1–2                    | [ 62 ]               |
| Dempsey Racing/Konrad Motorsport | Porsche 911          | C    | 28  | Rolf Ineichen          | 1–2                    | [ 62 ]               |
| Dempsey Racing/Konrad Motorsport | Porsche 911          | C    | 28  | Franz Konrad           | 1–2                    | [ 62 ]               |
| Dempsey Racing/Konrad Motorsport | Porsche 911          | C    | 28  | Klaus Bachler          | 1                      | [ 62 ]               |
| Dempsey Racing/Konrad Motorsport | Porsche 911          | C    | 28  | Lance Willsey          | 1                      | [ 62 ]               |
| Fall-Line Motorsports            | Audi R8              | C    | 46  | Charles Espenlaub      | 1–2, 4–11              | [ 63 ]               |
| Fall-Line Motorsports            | Audi R8              | C    | 46  | Charles Putman         | 1–2, 4–11              | [ 63 ]               |
| Fall-Line Motorsports            | Audi R8              | C    | 46  | Oliver Jarvis          | 1                      | [ 63 ]               |
| Fall-Line Motorsports            | Audi R8              | C    | 46  | James Walker           | 1                      | [ 63 ]               |
| Fall-Line Motorsports            | Audi R8              | C    | 46  | Christopher Mies       | 2                      | [ 63 ]               |
| Fall-Line Motorsports            | Audi R8              | C    | 46  | Marco Bonanomi         | 7                      | [ 63 ]               |
| Fall-Line Motorsports            | Audi R8              | C    | 46  | Marino Franchitti      | 10–11                  | [ 63 ]               |
| Flying Lizard Motorsports        | Audi R8              | C    | 35  | Seth Neiman            | 1–2, 4–5               | [ 64 ]               |
| Flying Lizard Motorsports        | Audi R8              | C    | 35  | Dion von Moltke        | 1–2, 4–5, 7–13         | [ 64 ]               |
| Flying Lizard Motorsports        | Audi R8              | C    | 35  | Filipe Albuquerque     | 1–2                    | [ 64 ]               |
| Flying Lizard Motorsports        | Audi R8              | C    | 35  | Alessandro Latif       | 1, 13                  | [ 64 ]               |
| Flying Lizard Motorsports        | Audi R8              | C    | 35  | Spencer Pumpelly       | 7–9, 11                | [ 64 ]               |
| Flying Lizard Motorsports        | Audi R8              | C    | 35  | Andrew Palmer          | 10                     | [ 64 ]               |
| Flying Lizard Motorsports        | Audi R8              | C    | 45  | Nelson Canache Jr.     | 1–2, 4–5, 7–13         | [ 64 ]               |
| Flying Lizard Motorsports        | Audi R8              | C    | 45  | Spencer Pumpelly       | 1–2, 4–5, 7–13         | [ 64 ]               |
| Flying Lizard Motorsports        | Audi R8              | C    | 45  | Markus Winkelhock      | 1–2                    | [ 64 ]               |
| Flying Lizard Motorsports        | Audi R8              | C    | 45  | Tim Pappas             | 1                      | [ 64 ]               |
| Flying Lizard Motorsports        | Audi R8              | C    | 45  | Alessandro Latif       | 2                      | [ 64 ]               |
| Flying Lizard Motorsports        | Audi R8              | C    | 45  | Brett Sandberg         | 7                      | [ 64 ]               |
| Flying Lizard Motorsports        | Audi R8              | C    | 45  | Dion von Moltke        | 8                      | [ 64 ]               |
| Flying Lizard Motorsports        | Audi R8              | C    | 45  | Andrew Palmer          | 13                     | [ 64 ]               |
| GB Autosport                     | Porsche 911          | C    | 81  | Damien Faulkner        | 1–2, 4–5, 7-13         | [ 65 ]               |
| GB Autosport                     | Porsche 911          | C    | 81  | Bob Faieta             | 1–2, 4                 | [ 65 ]               |
| GB Autosport                     | Porsche 911          | C    | 81  | Patrick Huisman        | 1                      | [ 65 ]               |
| GB Autosport                     | Porsche 911          | C    | 81  | Michael Avenatti       | 2, 7                   | [ 65 ]               |
| GB Autosport                     | Porsche 911          | C    | 81  | Ben Barker             | 5, 7–8, 10, 12–13      | [ 65 ]               |
| GB Autosport                     | Porsche 911          | C    | 81  | Matt Bell              | 9                      | [ 65 ]               |
| GB Autosport                     | Porsche 911          | C    | 81  | Michael Lewis          | 11                     | [ 65 ]               |
| GB Autosport                     | Porsche 911          | C    | 81  | Philipp Eng            | 13                     | [ 65 ]               |
| GMG Racing                       | Audi R8              | C    | 32  | Marc Basseng           | 1–2                    | [ 66 ]               |
| GMG Racing                       | Audi R8              | C    | 32  | James Sofronas         | 1–2                    | [ 66 ]               |
| GMG Racing                       | Audi R8              | C    | 32  | Alex Welch             | 1–2                    | [ 66 ]               |
| GMG Racing                       | Audi R8              | C    | 32  | Frank Stippler         | 1                      | [ 66 ]               |
| Magnus Racing                    | Porsche 911          | C    | 44  | Andy Lally             | 1–2, 4–5, 7–13         | [ 67 ]               |
| Magnus Racing                    | Porsche 911          | C    | 44  | John Potter            | 1–2, 4–5, 7–13         | [ 67 ]               |
| Magnus Racing                    | Porsche 911          | C    | 44  | Jean-François Dumoulin | 1                      | [ 67 ]               |
| Magnus Racing                    | Porsche 911          | C    | 44  | Wolf Henzler           | 1                      | [ 67 ]               |
| Magnus Racing                    | Porsche 911          | C    | 44  | Marco Siefried         | 2, 13                  | [ 67 ]               |
| Magnus Racing                    | Porsche 911          | C    | 44  | Sebastian Asch         | 7                      | [ 67 ]               |
| Muehlner Motorsports America     | Porsche 911          | C    | 18  | Earl Bamber            | 1–2                    | [ 68 ]               |
| Muehlner Motorsports America     | Porsche 911          | C    | 18  | Eugenio Amos           | 1                      | [ 68 ]               |
| Muehlner Motorsports America     | Porsche 911          | C    | 18  | Bradley Blum           | 1                      | [ 68 ]               |
| Muehlner Motorsports America     | Porsche 911          | C    | 18  | Alexandre Imperatori   | 1                      | [ 68 ]               |
| Muehlner Motorsports America     | Porsche 911          | C    | 18  | Ronald Zitza           | 1                      | [ 68 ]               |
| Muehlner Motorsports America     | Porsche 911          | C    | 18  | Nico Verdonck          | 2                      | [ 68 ]               |
| Muehlner Motorsports America     | Porsche 911          | C    | 18  | Matthew Bell           | 4                      | [ 68 ]               |
| Muehlner Motorsports America     | Porsche 911          | C    | 18  | David Calvert-Jones    | 4, 10                  | [ 68 ]               |
| Muehlner Motorsports America     | Porsche 911          | C    | 18  | Tomy Drissi            | 5                      | [ 68 ]               |
| Muehlner Motorsports America     | Porsche 911          | C    | 18  | Sebastian Asch         | 5                      | [ 68 ]               |
| Muehlner Motorsports America     | Porsche 911          | C    | 18  | Patrick Otto-Madsen    | 7                      | [ 68 ]               |
| Muehlner Motorsports America     | Porsche 911          | C    | 18  | Peter Ludwig           | 7                      | [ 68 ]               |
| Muehlner Motorsports America     | Porsche 911          | C    | 18  | Mark Thomas            | 8                      | [ 68 ]               |
| Muehlner Motorsports America     | Porsche 911          | C    | 18  | Chris Green            | 8                      | [ 68 ]               |
| Muehlner Motorsports America     | Porsche 911          | C    | 18  | Alex Davison           | 10                     | [ 68 ]               |
| Muehlner Motorsports America     | Porsche 911          | C    | 18  | Corey Lewis            | 11                     | [ 68 ]               |
| Muehlner Motorsports America     | Porsche 911          | C    | 18  | Khaled Al Qubaisi      | 12                     | [ 68 ]               |
| Muehlner Motorsports America     | Porsche 911          | C    | 18  | Larry Pegram           | 12                     | [ 68 ]               |
| Muehlner Motorsports America     | Porsche 911          | C    | 18  | Mark Kvamme            | 11                     | [ 68 ]               |
| Muehlner Motorsports America     | Porsche 911          | C    | 19  | Mark Kvamme            | 1, 4, 9, 13            | [ 68 ]               |
| Muehlner Motorsports America     | Porsche 911          | C    | 19  | Bob Doyle              | 1                      | [ 68 ]               |
| Muehlner Motorsports America     | Porsche 911          | C    | 19  | Robert Gewirtz         | 1                      | [ 68 ]               |
| Muehlner Motorsports America     | Porsche 911          | C    | 19  | Jim Michaelian         | 1                      | [ 68 ]               |
| Muehlner Motorsports America     | Porsche 911          | C    | 19  | Randy Pobst            | 1, 9                   | [ 68 ]               |
| Muehlner Motorsports America     | Porsche 911          | C    | 19  | Earl Bamber            | 2                      | [ 68 ]               |
| Muehlner Motorsports America     | Porsche 911          | C    | 19  | Kyle Gimple            | 2                      | [ 68 ]               |
| Muehlner Motorsports America     | Porsche 911          | C    | 19  | Ruggero Melgrati       | 2                      | [ 68 ]               |
| Muehlner Motorsports America     | Porsche 911          | C    | 19  | Dillon Machavern       | 4                      | [ 68 ]               |
| Muehlner Motorsports America     | Porsche 911          | C    | 19  | Mark Klenin            | 10, 12                 | [ 68 ]               |
| Muehlner Motorsports America     | Porsche 911          | C    | 19  | Christian Szymczak     | 10                     | [ 68 ]               |
| Muehlner Motorsports America     | Porsche 911          | C    | 19  | Alec Udell             | 12                     | [ 68 ]               |
| Muehlner Motorsports America     | Porsche 911          | C    | 19  | Daniel Lloyd           | 13                     | [ 68 ]               |
| NGT Motorsport                   | Porsche 911          | C    | 30  | Henrique Cisneros      | 1–2, 4–5, 12           | [ 69 ]               |
| NGT Motorsport                   | Porsche 911          | C    | 30  | Kuba Giermaziak        | 1–2, 4–5, 7, 12        | [ 69 ]               |
| NGT Motorsport                   | Porsche 911          | C    | 30  | Christina Nielsen      | 1–2, 7                 | [ 69 ]               |
| NGT Motorsport                   | Porsche 911          | C    | 30  | Nicki Thiim            | 1                      | [ 69 ]               |
| Park Place Motorsports           | Porsche 911          | C    | 71  | Jim Norman             | 1–2, 4–5               | [ 32 ] [ 70 ]        |
| Park Place Motorsports           | Porsche 911          | C    | 71  | Craig Stanton          | 1, 4–5                 | [ 32 ] [ 70 ]        |
| Park Place Motorsports           | Porsche 911          | C    | 71  | Timo Bernhard          | 1                      | [ 32 ] [ 70 ]        |
| Park Place Motorsports           | Porsche 911          | C    | 71  | Norbert Siedler        | 1                      | [ 32 ] [ 70 ]        |
| Park Place Motorsports           | Porsche 911          | C    | 71  | Kévin Estre            | 2                      | [ 32 ] [ 70 ]        |
| Park Place Motorsports           | Porsche 911          | C    | 71  | Patrick Lindsey        | 2                      | [ 32 ] [ 70 ]        |
| Park Place Motorsports           | Porsche 911          | C    | 71  | Mike Vess              | 2, 12                  | [ 32 ] [ 70 ]        |
| Park Place Motorsports           | Porsche 911          | C    | 71  | Mike Skeen             | 12                     | [ 32 ] [ 70 ]        |
| Park Place Motorsports           | Porsche 911          | C    | 73  | Kévin Estre            | 1–2, 4–5, 8, 10–11, 13 | [ 32 ] [ 70 ]        |
| Park Place Motorsports           | Porsche 911          | C    | 73  | Patrick Lindsey        | 1–2, 4–5, 7–13         | [ 32 ] [ 70 ]        |
| Park Place Motorsports           | Porsche 911          | C    | 73  | Mike Vess              | 1–2                    | [ 32 ] [ 70 ]        |
| Park Place Motorsports           | Porsche 911          | C    | 73  | Jason Hart             | 1                      | [ 32 ] [ 70 ]        |
| Park Place Motorsports           | Porsche 911          | C    | 73  | Connor De Phillippi    | 1                      | [ 32 ] [ 70 ]        |
| Park Place Motorsports           | Porsche 911          | C    | 73  | Jim Norman             | 2, 7                   | [ 32 ] [ 70 ]        |
| Park Place Motorsports           | Porsche 911          | C    | 73  | Mike Skeen             | 9, 13                  | [ 32 ] [ 70 ]        |
| Park Place Motorsports           | Porsche 911          | C    | 73  | Norbert Siedler        | 12–13                  | [ 32 ] [ 70 ]        |
| Paul Miller Racing               | Audi R8              | C    | 48  | Christopher Haase      | 1–2, 4–5, 7-13         | [ 71 ]               |
| Paul Miller Racing               | Audi R8              | C    | 48  | Bryce Miller           | 1–2, 4–5, 7-13         | [ 71 ]               |
| Paul Miller Racing               | Audi R8              | C    | 48  | Matthew Bell           | 1–2, 13                | [ 71 ]               |
| Paul Miller Racing               | Audi R8              | C    | 48  | René Rast              | 1                      | [ 71 ]               |
| Riley Motorsports                | SRT Viper GT3-R      | C    | 33  | Jeroen Bleekemolen     | 1–2, 4–5, 7–10, 12–13  | [ 72 ]               |
| Riley Motorsports                | SRT Viper GT3-R      | C    | 33  | Ben Keating            | 1–2, 4–5, 7–13         | [ 72 ]               |
| Riley Motorsports                | SRT Viper GT3-R      | C    | 33  | Sebastiaan Bleekemolen | 1–2, 13                | [ 72 ]               |
| Riley Motorsports                | SRT Viper GT3-R      | C    | 33  | Emmanuel Collard       | 1                      | [ 72 ]               |
| Riley Motorsports                | SRT Viper GT3-R      | C    | 33  | Tony Ave               | 11                     | [ 72 ]               |
| Scuderia Corsa Ferrari           | Ferrari 458 Italia   | C    | 63  | Alessandro Balzan      | 1–2, 4–5, 7–13         | [ 32 ] [ 73 ] [ 74 ] |
| Scuderia Corsa Ferrari           | Ferrari 458 Italia   | C    | 63  | Jeff Westphal          | 1–2, 4–5, 7–13         | [ 32 ] [ 73 ] [ 74 ] |
| Scuderia Corsa Ferrari           | Ferrari 458 Italia   | C    | 63  | Lorenzo Case           | 1–2                    | [ 32 ] [ 73 ] [ 74 ] |
| Scuderia Corsa Ferrari           | Ferrari 458 Italia   | C    | 63  | Toni Vilander          | 1                      | [ 32 ] [ 73 ] [ 74 ] |
| Scuderia Corsa Ferrari           | Ferrari 458 Italia   | C    | 63  | Kyle Marcelli          | 2, 13                  | [ 32 ] [ 73 ] [ 74 ] |
| Scuderia Corsa Ferrari           | Ferrari 458 Italia   | C    | 63  | Brandon Davis          | 7, 13                  | [ 32 ] [ 73 ] [ 74 ] |
| Scuderia Corsa Ferrari           | Ferrari 458 Italia   | C    | 64  | David Empringham       | 1                      | [ 32 ] [ 73 ] [ 74 ] |
| Scuderia Corsa Ferrari           | Ferrari 458 Italia   | C    | 64  | John Farano            | 1                      | [ 32 ] [ 73 ] [ 74 ] |
| Scuderia Corsa Ferrari           | Ferrari 458 Italia   | C    | 64  | Rod Randall            | 1                      | [ 32 ] [ 73 ] [ 74 ] |
| Scuderia Corsa Ferrari           | Ferrari 458 Italia   | C    | 64  | Ken Wilden             | 1                      | [ 32 ] [ 73 ] [ 74 ] |
| Scuderia Corsa Ferrari           | Ferrari 458 Italia   | C    | 64  | Kyle Marcelli          | 4–5                    | [ 32 ] [ 73 ] [ 74 ] |
| Scuderia Corsa Ferrari           | Ferrari 458 Italia   | C    | 64  | Stefan Johansson       | 4                      | [ 32 ] [ 73 ] [ 74 ] |
| Scuderia Corsa Ferrari           | Ferrari 458 Italia   | C    | 64  | Chris Cumming          | 5                      | [ 32 ] [ 73 ] [ 74 ] |
| Snow Racing                      | Porsche 911          | C    | 58  | Marco Siefried         | 1                      |                      |
| Snow Racing                      | Porsche 911          | C    | 58  | Jan Heylen             | 1, 4–5, 7–13           |                      |
| Snow Racing                      | Porsche 911          | C    | 58  | Madison Snow           | 1, 4–5, 7–13           |                      |
| Snow Racing                      | Porsche 911          | C    | 13  | Madison Snow           | 2                      |                      |
| Snow Racing                      | Porsche 911          | C    | 13  | Jan Heylen             | 2                      |                      |
| Snow Racing                      | Porsche 911          | C    | 13  | Hugh Plumb             | 2                      |                      |
| Snow Racing                      | Porsche 911          | C    | 13  | Matt Plumb             | 2                      |                      |
| Spirit of Race                   | Ferrari 458 Italia   | C    | 49  | Gianluca Roda          | 1–2                    | [ 26 ]               |
| Spirit of Race                   | Ferrari 458 Italia   | C    | 49  | Paolo Ruberti          | 1–2                    | [ 26 ]               |
| Spirit of Race                   | Ferrari 458 Italia   | C    | 49  | Piergiuseppe Perazzini | 1                      | [ 26 ]               |
| Spirit of Race                   | Ferrari 458 Italia   | C    | 49  | Davide Rigon           | 1, 13                  | [ 26 ]               |
| Spirit of Race                   | Ferrari 458 Italia   | C    | 49  | Mirko Venturi          | 2                      | [ 26 ]               |
| Spirit of Race                   | Ferrari 458 Italia   | C    | 49  | Marco Cioci            | 13                     | [ 26 ]               |
| Spirit of Race                   | Ferrari 458 Italia   | C    | 49  | Eddie Cheever III      | 13                     | [ 26 ]               |
| Spirit of Race                   | Ferrari 458 Italia   | C    | 51  | Jack Gerber            | 1–2, 4, 7              | [ 26 ]               |
| Spirit of Race                   | Ferrari 458 Italia   | C    | 51  | Marco Cioci            | 1–2                    | [ 26 ]               |
| Spirit of Race                   | Ferrari 458 Italia   | C    | 51  | Matt Griffin           | 1–2, 7, 13             | [ 26 ]               |
| Spirit of Race                   | Ferrari 458 Italia   | C    | 51  | Michele Rugolo         | 1–2, 7, 13             | [ 26 ]               |
| Spirit of Race                   | Ferrari 458 Italia   | C    | 51  | Eddie Cheever III      | 4                      | [ 26 ]               |
| Spirit of Race                   | Ferrari 458 Italia   | C    | 51  | Pasin Lathouras        | 4                      | [ 26 ]               |
| Team Seattle/Alex Job Racing     | Porsche 911          | C    | 23  | Mario Farnbacher       | 1–2, 4–5, 7-13         | [ 26 ] [ 75 ]        |
| Team Seattle/Alex Job Racing     | Porsche 911          | C    | 23  | Ian James              | 1–2, 4–5, 7-13         | [ 26 ] [ 75 ]        |
| Team Seattle/Alex Job Racing     | Porsche 911          | C    | 23  | Alex Riberas           | 1–2, 13                | [ 26 ] [ 75 ]        |
| Team Seattle/Alex Job Racing     | Porsche 911          | C    | 23  | Marco Holzer           | 1                      | [ 26 ] [ 75 ]        |
| TRG-AMR North America            | Aston Martin Vantage | C    | 007 | Al Carter              | 1–2, 4–5, 7–12         | [ 76 ] [ 77 ]        |
| TRG-AMR North America            | Aston Martin Vantage | C    | 007 | James Davison          | 1–2, 4–5, 7–13         | [ 76 ] [ 77 ]        |
| TRG-AMR North America            | Aston Martin Vantage | C    | 007 | David Block            | 1–2, 7, 13             | [ 76 ] [ 77 ]        |
| TRG-AMR North America            | Aston Martin Vantage | C    | 007 | Brandon Davis          | 1                      | [ 76 ] [ 77 ]        |
| TRG-AMR North America            | Aston Martin Vantage | C    | 007 | Christina Nielsen      | 13                     | [ 76 ] [ 77 ]        |
| TRG-AMR North America            | Aston Martin Vantage | C    | 009 | Jonny Adam             | 1                      | [ 76 ] [ 77 ]        |
| TRG-AMR North America            | Aston Martin Vantage | C    | 009 | Calum Lockie           | 1                      | [ 76 ] [ 77 ]        |
| TRG-AMR North America            | Aston Martin Vantage | C    | 009 | Pete McIntosh II       | 1                      | [ 76 ] [ 77 ]        |
| TRG-AMR North America            | Aston Martin Vantage | C    | 009 | Robert Nimkroff        | 1                      | [ 76 ] [ 77 ]        |
| TRG-AMR North America            | Aston Martin Vantage | C    | 009 | Max Riddle             | 1–2                    | [ 76 ] [ 77 ]        |
| TRG-AMR North America            | Aston Martin Vantage | C    | 009 | Brandon Davis          | 2                      | [ 76 ] [ 77 ]        |
| TRG-AMR North America            | Aston Martin Vantage | C    | 009 | Kris Wilson            | 2                      | [ 76 ] [ 77 ]        |
| Turner Motorsport                | BMW Z4               | C    | 94  | Dane Cameron           | 1–2, 4–5, 7–13         | [ 32 ] [ 78 ] [ 79 ] |
| Turner Motorsport                | BMW Z4               | C    | 94  | Markus Palttala        | 1–2, 4–5, 7–8, 10–13   | [ 32 ] [ 78 ] [ 79 ] |
| Turner Motorsport                | BMW Z4               | C    | 94  | Paul Dalla Lana        | 1–2, 9                 | [ 32 ] [ 78 ] [ 79 ] |
| Turner Motorsport                | BMW Z4               | C    | 94  | Augusto Farfus         | 1                      | [ 32 ] [ 78 ] [ 79 ] |
| Turner Motorsport                | BMW Z4               | C    | 94  | Shane Lewis            | 2                      | [ 32 ] [ 78 ] [ 79 ] |
| Turner Motorsport                | BMW Z4               | C    | 94  | Christoffer Nygaard    | 13                     | [ 32 ] [ 78 ] [ 79 ] |
| AIM Autosport                    | Ferrari 458 Italia   | C    | 555 | Bill Sweedler          | 2, 4–5, 7–13           | [ 80 ]               |
| AIM Autosport                    | Ferrari 458 Italia   | C    | 555 | Maurizio Mediani       | 2                      | [ 80 ]               |
| AIM Autosport                    | Ferrari 458 Italia   | C    | 555 | Jeff Segal             | 2                      | [ 80 ]               |
| AIM Autosport                    | Ferrari 458 Italia   | C    | 555 | Conrad Grunewald       | 13                     | [ 80 ]               |
| AIM Autosport                    | Ferrari 458 Italia   | C    | 555 | Townsend Bell          | 2, 4–5, 7–13           | [ 80 ]               |
| Level 5 Motorsports              | Ferrari 458 Italia   | C    | 555 | Townsend Bell          | 1                      | [ 81 ]               |
| Level 5 Motorsports              | Ferrari 458 Italia   | C    | 555 | Alessandro Pier Guidi  | 1                      | [ 81 ]               |
| Level 5 Motorsports              | Ferrari 458 Italia   | C    | 555 | Jeff Segal             | 1                      | [ 81 ]               |
| Level 5 Motorsports              | Ferrari 458 Italia   | C    | 555 | Bill Sweedler          | 1                      | [ 81 ]               |
| Level 5 Motorsports              | Ferrari 458 Italia   | C    | 555 | Scott Tucker           | 1                      | [ 81 ]               |
| Level 5 Motorsports              | Ferrari 458 Italia   | C    | 556 | Terry Borcheller       | 1                      | [ 81 ]               |
| Level 5 Motorsports              | Ferrari 458 Italia   | C    | 556 | Guy Cosmo              | 1                      | [ 81 ]               |
| Level 5 Motorsports              | Ferrari 458 Italia   | C    | 556 | Mike LaMarra           | 1                      | [ 81 ]               |
| Level 5 Motorsports              | Ferrari 458 Italia   | C    | 556 | Scott Tucker           | 1                      | [ 81 ]               |
| Level 5 Motorsports              | Ferrari 458 Italia   | C    | 556 | Milo Valverde          | 1                      | [ 81 ]               |
| Scuderia Corsa / Via Italia      | Ferrari 458 Italia   | C    | 65  | Marcos Gomes           | 1                      | [ 82 ]               |
| Scuderia Corsa / Via Italia      | Ferrari 458 Italia   | C    | 65  | Francisco Longo        | 1                      | [ 82 ]               |
| Scuderia Corsa / Via Italia      | Ferrari 458 Italia   | C    | 65  | Alexandre Negrão       | 1                      | [ 82 ]               |
| Scuderia Corsa / Via Italia      | Ferrari 458 Italia   | C    | 65  | Daniel Serra           | 1                      | [ 82 ]               |
| SMP Racing                       | Ferrari 458 Italia   | C    | 72  | Mikhail Aleshin        | 1                      | [ 83 ] [ 84 ]        |
| SMP Racing                       | Ferrari 458 Italia   | C    | 72  | Maurizio Mediani       | 1                      | [ 83 ] [ 84 ]        |
| SMP Racing                       | Ferrari 458 Italia   | C    | 72  | Boris Rotenberg        | 1                      | [ 83 ] [ 84 ]        |
| SMP Racing                       | Ferrari 458 Italia   | C    | 72  | Mika Salo              | 1                      | [ 83 ] [ 84 ]        |
| SMP Racing                       | Ferrari 458 Italia   | C    | 72  | Sergey Zlobin          | 1                      | [ 83 ] [ 84 ]        |

### Entradas Alternas/Parciales
| Equipo              | Coche               | Núm.                | Pilotos             | Prioridad           | Fuentes             |
| Clase Prototipo (P) | Clase Prototipo (P) | Clase Prototipo (P) | Clase Prototipo (P) | Clase Prototipo (P) | Clase Prototipo (P) |
| ------------------- | ------------------- | ------------------- | ------------------- | ------------------- | ------------------- |
| 8Star Motorsports   | Corvette DP         | 03                  | Por Confirmar       | 1°                  |                     |
| Project Libra       | Radical             | 15                  | Por Confirmar       | 2°                  |                     |
| Daytona GT          |                     |                     |                     |                     |                     |
| Level 5 Motorsports | Ferrari 458 Italia  | 556                 | Por Confirmar       | 1°                  |                     |
| SMP                 | Ferrari 458 Italia  | 75                  | Por Confirmar       | 2°                  |                     |

## Resultados de la Temporada
En Negrilla Los Ganadores de la Prueba
| Ronda | Circuito     | Equipo Ganador (P)                                   | Equipo Ganador (GTLM)                             | Equipo Ganador (PC)                                        | Equipo Ganador (GTD)                                                      |
| Ronda | Circuito     | Pilotos Ganadores (P)                                | Pilotos Ganadores (GTLM)                          | Pilotos Ganadores (PC)                                     | Pilotos Ganadores (GTD)                                                   |
| ----- | ------------ | ---------------------------------------------------- | ------------------------------------------------- | ---------------------------------------------------------- | ------------------------------------------------------------------------- |
| 1     | Daytona      | #5 Action Express Racing                             | #911 Porsche North America                        | #54 CORE Autosport                                         | #555 Level 5 Motorsports                                                  |
| 1     | Daytona      | João Barbosa Christian Fittipaldi Sébastien Bourdais | Richard Lietz Nick Tandy Patrick Pilet            | Jon Bennett Colin Braun James Gue Mark Wilkins             | Townsend Bell Alessandro Pier Guidi Jeff Segal Bill Sweedler Scott Tucker |
| 2     | Sebring      | #01 Chip Ganassi Racing                              | #912 Porsche North America                        | #54 CORE Autosport                                         | #44 Magnus Racing                                                         |
| 2     | Sebring      | Scott Pruett Memo Rojas Marino Franchitti            | Patrick Long Michael Christensen Jörg Bergmeister | Colin Braun Jon Bennett James Gue                          | Andy Lally John Potter Marco Seefried                                     |
| 3     | Long Beach   | #01 Chip Ganassi Racing                              | #3 Corvette Racing                                | No Participan en esta prueba                               | No Participan en esta prueba                                              |
| 3     | Long Beach   | Scott Pruett Memo Rojas                              | Jan Magnussen Antonio García                      | No Participan en esta prueba                               | No Participan en esta prueba                                              |
| 4     | Laguna Seca  | #2 Extreme Speed Motorsports                         | #3 Corvette Racing                                | #8 Starworks Motorsports                                   | #94 Turner Motorsports                                                    |
| 4     | Laguna Seca  | Johannes van Overbeek Ed Brown                       | Jan Magnussen Antonio García                      | Renger van der Zande Mirco Schultis                        | Dane Cameron Markus Palttala                                              |
| 5     | Belle Isle   | #10 Wayne Taylor Racing                              | No Participan en esta prueba                      | No Participan en esta prueba                               | #63 Scuderia Corse                                                        |
| 5     | Belle Isle   | Ricky Taylor Jordan Taylor                           | No Participan en esta prueba                      | No Participan en esta prueba                               | Alessandro Balzan Jeff Westphal                                           |
| 6     | Kansas       | No Participan en esta prueba                         | No Participan en esta prueba                      | #54 CORE Autosport                                         | No Participan en esta prueba                                              |
| 6     | Kansas       | No Participan en esta prueba                         | No Participan en esta prueba                      | Colin Braun Jon Bennett                                    | No Participan en esta prueba                                              |
| 7     | Watkins Glen | #90 Spirit of Daytona Racing                         | #3 Corvette Racing                                | #54 CORE Autosport                                         | #94 Turner Motorsport                                                     |
| 7     | Watkins Glen | Michael Valiante Richard Westbrook                   | Jan Magnussen Antonio García                      | Jon Bennett Colin Braun James Gue                          | Dane Cameron Markus Palttala                                              |
| 8     | Mosport      | #42 OAK Racing                                       | #3 Corvette Racing                                | No Participan en esta prueba                               | #33 Riley Motorsports                                                     |
| 8     | Mosport      | Gustavo Yacaman Olivier Pla                          | Jan Magnussen Antonio García                      | No Participan en esta prueba                               | Jeroen Bleekemolen Ben Keating                                            |
| 9     | Indianapolis | #5 Action Express Racing                             | #93 SRT Motorsports                               | #08 RSR Racing                                             | #63 Scuderia Corsa                                                        |
| 9     | Indianapolis | João Barbosa Christian Fittipaldi                    | Jonathan Bomarito Kuno Wittmer                    | Chris Cumming Jack Hawksworth                              | Alessandro Balzan Jeff Westphal                                           |
| 10    | Road America | #5 Action Express Racing                             | # 62 Risi Competizione                            | # 8 Starworks Motorsport                                   | # 94 Turner Motorsport                                                    |
| 10    | Road America | João Barbosa Christian Fittipaldi                    | Giancarlo Fisichella Pierre Kaffer                | Renger van der Zande Mirco Schultis                        | Dane Cameron Markus Palttala                                              |
| 11    | VIR          | No Participan en esta prueba                         | #62 Risi Competizione                             | #25 8 Star Motorsports                                     | #94 Turner Motorsport                                                     |
| 11    | VIR          | No Participan en esta prueba                         | Giancarlo Fisichella Pierre Kaffer                | Luis Díaz Sean Rayhall                                     | Dane Cameron Markus Palttala                                              |
| 12    | Austin       | #01 Chip Ganassi Racing                              | #93 SRT Motorsports                               | #25 8 Star Motorsports                                     | #33 Riley Motorsports                                                     |
| 12    | Austin       | Scott Pruett Memo Rojas                              | Jonathan Bomarito Kuno Wittmer                    | Luis Díaz Sean Rayhall                                     | Jeroen Bleekemolen Ben Keating                                            |
| 13    | Road Atlanta | #10 Wayne Taylor Racing                              | #17 Team Falken Tire                              | #8 Starworks Motorsport                                    | #48 Paul Miller Racing                                                    |
| 13    | Road Atlanta | Ricky Taylor Jordan Taylor Max Angelelli             | Bryan Sellers Wolf Henzler Marco Holzer           | Alex Popow Mirco Schultis Renger van der Zande John Martin | Bryce Miller Christopher Haase Matthew Bell                               |

## Tablas de posiciones

### Sistema de puntuación
El sistema del formato de puntuación del Campeonato se otorgan sobre la base de las posiciones de acabado, como se muestra a continuación:
| Pos     | 1  | 2  | 3  | 4  | 5  | 6  | 7  | 8  | 9  | 10 | 11 | 12 | 13 | 14 | 15 | 16 | 17 | 18 | 19 | 20 | 21 | 22 | 23 | 24 | 25 | 26 | 27 | 28 | 29 | 30 |
| ------- | -- | -- | -- | -- | -- | -- | -- | -- | -- | -- | -- | -- | -- | -- | -- | -- | -- | -- | -- | -- | -- | -- | -- | -- | -- | -- | -- | -- | -- | -- |
| Carrera | 35 | 32 | 30 | 28 | 26 | 25 | 24 | 23 | 22 | 21 | 20 | 19 | 18 | 17 | 16 | 15 | 14 | 13 | 12 | 11 | 10 | 9  | 8  | 7  | 6  | 5  | 4  | 3  | 2  | 1  |

### Prototipos (P) - Pilotos
| Pos | Piloto                | DAY | SEB | LBH | LGA | DET | WTG | IMS | MOS | ELK | AUS | PLM | Puntos |
| --- | --------------------- | --- | --- | --- | --- | --- | --- | --- | --- | --- | --- | --- | ------ |
| 1   | João Barbosa          | 1   | 3   | 3   | 4   | 6   | 3   | 4   | 1   | 1   | 3   | 2   | 349    |
| 1   | Christian Fittipaldi  | 1   | 3   | 3   | 4   | 6   | 3   | 4   | 1   | 1   | 3   | 2   | 349    |
| 2   | Jordan Taylor         | 2   | 7   | 2   | 2   | 1   | 5   | 3   | 4   | 10  | 7   | 1   | 330    |
| 2   | Ricky Taylor          | 2   | 7   | 2   | 2   | 1   | 5   | 3   | 4   | 10  | 7   | 1   | 330    |
| 3   | Richard Westbrook     | 4   | 10  | 5   | 5   | 2   | 1   | 2   | 3   | 4   | 6   | 7   | 318    |
| 3   | Michael Valiante      | 4   | 10  | 5   | 5   | 2   | 1   | 2   | 3   | 4   | 6   | 7   | 318    |
| 4   | Scott Pruett          | 11  | 1   | 1   | 3   | 11  | 8   | 9   | 2   | 7   | 1   | 3   | 317    |
| 5   | Gustavo Yacaman       | 6   | 4   | 4   | 8   | 3   | 2   | 1   | 8   | 11  | 2   | 9†  | 287    |
| 6   | Memo Rojas            | 11  | 1   | 1   | 3   | 11  | 8   | 9   | 2†  | 7   | 1   | 3   | 285    |
| 7   | Oswaldo Negri         | 12  | 9   | 9   | 10  | 4   | 7   | 5   | 6   | 2   | 5   | 6   | 281    |
| 7   | John Pew              | 12  | 9   | 9   | 10  | 4   | 7   | 5   | 6   | 2   | 5   | 6   | 281    |
| 8   | Johannes van Overbeek | 7   | 5   | 7   | 1   | 7   | 11  | 7   | 7   | 8   | 4   |     | 262    |
| 8   | Ed Brown              | 7   | 5   | 7   | 1   | 7   | 11  | 7   | 7   | 8   | 4   |     | 262    |
| 9   | Ryan Dalziel          | 15  | 2   | 6   | 11  | 5   | 10  | 8   | 5   | 3   |     |     | 228    |
| 9   | Scott Sharp           | 15  | 2   | 6   | 11  | 5   | 10  | 8   | 5   | 3   |     |     | 228    |
| 10  | Joel Miller           | 13  | 16  | 8   | 12  | 8   | 9   | 6   | 9   | 9   | 9   | 11† | 222    |

| Color     | Resultado                                                               |
| --------- | ----------------------------------------------------------------------- |
| Oro       | Ganador                                                                 |
| Plata     | 2.ª plaza                                                               |
| Bronce    | 3.ª plaza                                                               |
| Verde     | Finalizó en los puntos                                                  |
| Azul      | Finalizó sin puntos                                                     |
| Azul      | NC - No clasificado                                                     |
| Violeta   | Ret - No terminó (Carrera)                                              |
| Rojo      | DNQ - No se clasificó                                                   |
| Negro     | DSQ - Descalificado                                                     |
| Blanco    | DNS - No empezó (carrera)                                               |
| Blanco    | WD - Retirado (fin de semana)                                           |
| Blanco    | C - Carrera cancelada                                                   |
| Sin color | DNP - Inscrito pero no participó                                        |
| Sin color | INJ - Lesionado                                                         |
| Sin color | EX - Excluido                                                           |
| Estado    | Resultado                                                               |
| Negrita   | Pole position                                                           |
| Cursiva   | Vuelta rápida                                                           |
| †         | Abandona, pero clasifica al completar el porcentaje requerido para ello |

- Pilotos señalados con † significan que no dieron suficientes vueltas para sumar el total de los puntos.

#### Equipos - Automóvil
| Pos | Equipo/Automóvil             | DAY | SEB | LBH | LGA | DET | WTG | IMS | MOS | ELK | AUS | PLM | Puntos |
| --- | ---------------------------- | --- | --- | --- | --- | --- | --- | --- | --- | --- | --- | --- | ------ |
| 1   | #5 Action Express Racing     | 1   | 3   | 3   | 4   | 6   | 3   | 4   | 1   | 1   | 3   | 2   | 349    |
| 2   | #10 Wayne Taylor Racing      | 2   | 7   | 2   | 2   | 1   | 5   | 3   | 4   | 10  | 7   | 1   | 330    |
| 3   | #90 Spirit of Daytona Racing | 4   | 10  | 5   | 5   | 2   | 1   | 2   | 3   | 4   | 6   | 7   | 318    |
| 4   | #01 Chip Ganassi Racing      | 11  | 1   | 1   | 3   | 11  | 8   | 9   | 2   | 7   | 1   | 3   | 317    |
| 5   | #42 OAK Racing               | 6   | 4   | 4   | 8   | 3   | 2   | 1   | 8   | 11  | 2   | 9   | 309    |
| 6   | #60 Michael Shank Racing     | 12  | 9   | 9   | 10  | 4   | 7   | 5   | 6   | 2   | 5   | 6   | 281    |
| 7   | #2 Extreme Speed Motorsports | 7   | 5   | 7   | 1   | 7   | 11  | 7   | 7   | 8   | 4   |     | 262    |
| 8   | #07 SpeedSource              | 13  | 16  | 8   | 12  | 8   | 9   | 6   | 9   | 9   | 9   | 11  | 242    |
| 9   | #31 Marsh Racing             | 10  | 12  | 10  | 6   | 10  | 6   | DNS | 11  | 5   | 8   | 5   | 237    |
| 10  | #1 Extreme Speed Motorsports | 15  | 2   | 6   | 11  | 5   | 10  | 8   | 5   | 3   |     |     | 228    |

| Pos | Equipo/Automóvil             | DAY | SEB | LBH | LGA | DET | WTG | IMS | MOS | ELK | AUS | PLM | Puntos |
| --- | ---------------------------- | --- | --- | --- | --- | --- | --- | --- | --- | --- | --- | --- | ------ |
| 1   | #5 Action Express Racing     | 1   | 3   | 3   | 4   | 6   | 3   | 4   | 1   | 1   | 3   | 2   | 349    |
| 2   | #10 Wayne Taylor Racing      | 2   | 7   | 2   | 2   | 1   | 5   | 3   | 4   | 10  | 7   | 1   | 330    |
| 3   | #90 Spirit of Daytona Racing | 4   | 10  | 5   | 5   | 2   | 1   | 2   | 3   | 4   | 6   | 7   | 318    |
| 4   | #01 Chip Ganassi Racing      | 11  | 1   | 1   | 3   | 11  | 8   | 9   | 2   | 7   | 1   | 3   | 317    |
| 5   | #42 OAK Racing               | 6   | 4   | 4   | 8   | 3   | 2   | 1   | 8   | 11  | 2   | 9   | 309    |
| 6   | #60 Michael Shank Racing     | 12  | 9   | 9   | 10  | 4   | 7   | 5   | 6   | 2   | 5   | 6   | 281    |
| 7   | #2 Extreme Speed Motorsports | 7   | 5   | 7   | 1   | 7   | 11  | 7   | 7   | 8   | 4   |     | 262    |
| 8   | #07 SpeedSource              | 13  | 16  | 8   | 12  | 8   | 9   | 6   | 9   | 9   | 9   | 11  | 242    |
| 9   | #31 Marsh Racing             | 10  | 12  | 10  | 6   | 10  | 6   | DNS | 11  | 5   | 8   | 5   | 237    |
| 10  | #1 Extreme Speed Motorsports | 15  | 2   | 6   | 11  | 5   | 10  | 8   | 5   | 3   |     |     | 228    |

#### Fabricantes
| Pos | Monomarca | DAY | SEB | LBH | LGA | DET | WTG | IMS | MOS | ELK | AUS | PLM | Puntos |
| --- | --------- | --- | --- | --- | --- | --- | --- | --- | --- | --- | --- | --- | ------ |
| 1   | Chevrolet | 1   | 3   | 2   | 2   | 1   | 1   | 2   | 1   | 1   | 3   | 1   | 366    |
| 2   | Ford      | 8   | 1   | 1   | 3   | 4   | 7   | 5   | 2   | 2   | 1   | 3   | 349    |
| 3   | Honda     | 7   | 2   | 6   | 1   | 5   | 10  | 7   | 5   | 3   | 2   | 9   | 325    |
| 4   | Mazda     | 13  | 11  | 8   | 7   | 8   | 9   | 6   | 9   | 9   | 9   | 4   | 300    |
| 5   | Nissan    | 5   | 4   | 4   | 8   | 3   | 2   | 1   | 8   | 11  |     |     | 269    |

| Pos | Monomarca | DAY | SEB | LBH | LGA | DET | WTG | IMS | MOS | ELK | AUS | PLM | Puntos |
| --- | --------- | --- | --- | --- | --- | --- | --- | --- | --- | --- | --- | --- | ------ |
| 1   | Chevrolet | 1   | 3   | 2   | 2   | 1   | 1   | 2   | 1   | 1   | 3   | 1   | 366    |
| 2   | Ford      | 8   | 1   | 1   | 3   | 4   | 7   | 5   | 2   | 2   | 1   | 3   | 349    |
| 3   | Honda     | 7   | 2   | 6   | 1   | 5   | 10  | 7   | 5   | 3   | 2   | 9   | 325    |
| 4   | Mazda     | 13  | 11  | 8   | 7   | 8   | 9   | 6   | 9   | 9   | 9   | 4   | 300    |
| 5   | Nissan    | 5   | 4   | 4   | 8   | 3   | 2   | 1   | 8   | 11  |     |     | 269    |

### Clase Prototipo Challenge - Pilotos
| Pos | Piloto               | DAY | SEB | LGA | KAN | WTG | IMS | ELK | VIR | AUS | PLM | Puntos |
| --- | -------------------- | --- | --- | --- | --- | --- | --- | --- | --- | --- | --- | ------ |
| 1   | Jon Bennett          | 1   | 1   | 7   | 1   | 1   | 3   | 8   | 3   | 2   | 2   | 321    |
| 1   | Colin Braun          | 1   | 1   | 7   | 1   | 1   | 3   | 8   | 3   | 2   | 2   | 321    |
| 2   | Renger van der Zande | 5   | 3   | 1   | 2   | 7   | 10† | 1   | 6   | 3   | 1   | 282    |
| 3   | Martin Fuentes       | 6   | 3   | 9   | 7   | 5   | 8   | 5   | 5   | 9   | 5   | 260    |
| 4   | Frankie Montecalvo   | 4   | 9†  | 4   | 4   | 3   | 5   | 7   | 8   | 4   | 3   | 255    |
| 4   | Gunnar Jeannette     | 4   | 9†  | 4   | 4   | 3   | 5   | 7   | 8   | 4   | 3   | 255    |
| 5   | Chris Cumming        | 8†  | 7   | 5   | 5   | 8   | 1   | 4   | 9   | 5   | 4   | 248    |
| 6   | Sean Rayhall         | 7†  | 5†  | 2   | 3   | 10  | 6   | 2   | 1   | 1   | 7   | 244    |
| 7   | Chris Miller         |     | 4   | 6   | 10  | 6   | 7   | 3   | 7   | 7   | 6   | 235    |
| 8   | Mirco Schultis       | 5   |     | 1   | 2   | 7   | 10† | 1   | 6   | 3   | 1†  | 216    |
| 9   | Stephen Simpson      |     | 4   | 6   | 10  | 6   | 7   | 3   |     | 7   | 6   | 210    |
| 10  | Bruno Junqueira      | 9†  | 2   | 3   | 6   | 9   | 2   | 9†  | 4   | 11† | 9   | 201    |
| 10  | Duncan Ende          | 9†  | 2   | 3   | 6   | 9   | 2   | 9†  | 4   | 11† | 9   | 201    |

| Color     | Resultado                                                               |
| --------- | ----------------------------------------------------------------------- |
| Oro       | Ganador                                                                 |
| Plata     | 2.ª plaza                                                               |
| Bronce    | 3.ª plaza                                                               |
| Verde     | Finalizó en los puntos                                                  |
| Azul      | Finalizó sin puntos                                                     |
| Azul      | NC - No clasificado                                                     |
| Violeta   | Ret - No terminó (Carrera)                                              |
| Rojo      | DNQ - No se clasificó                                                   |
| Negro     | DSQ - Descalificado                                                     |
| Blanco    | DNS - No empezó (carrera)                                               |
| Blanco    | WD - Retirado (fin de semana)                                           |
| Blanco    | C - Carrera cancelada                                                   |
| Sin color | DNP - Inscrito pero no participó                                        |
| Sin color | INJ - Lesionado                                                         |
| Sin color | EX - Excluido                                                           |
| Estado    | Resultado                                                               |
| Negrita   | Pole position                                                           |
| Cursiva   | Vuelta rápida                                                           |
| †         | Abandona, pero clasifica al completar el porcentaje requerido para ello |

- Pilotos señalados con † significan que no dieron suficientes vueltas para sumar el total de los puntos.

#### Equipos - Automóvil
| Pos | Equipo/Automóvil              | DAY | SEB | LGA | KAN | WTG | IMS | ELK | VIR | AUS | PLM | Puntos |
| --- | ----------------------------- | --- | --- | --- | --- | --- | --- | --- | --- | --- | --- | ------ |
| 1   | #54 CORE Autosport            | 1   | 1   | 7   | 1   | 1   | 3   | 8   | 3   | 2   | 2   | 321    |
| 2   | #25 8Star Motorsports         | 2   | 5   | 2   | 3   | 10  | 6   | 2   | 1   | 1   | 7   | 302    |
| 3   | #8 Starworks Motorsport       | 5   | 3   | 1   | 2   | 7   | 10† | 1   | 6   | 3   | 1   | 282    |
| 4   | #52 PR1/Mathiasen Motorsports | 4   | 9†  | 4   | 4   | 3   | 5   | 7   | 8   | 4   | 3   | 255    |
| 5   | #08 RSR Racing                | 8†  | 7   | 5   | 5   | 8   | 1   | 4   | 9   | 5   | 4   | 248    |
| 6   | #85 JDC/Miller Motorsports    |     | 4   | 6   | 10  | 6   | 7   | 3   | 7   | 7   | 6   | 235    |
| 7   | #7 Starworks Motorsport       | 6   |     | 9   | 7   | 5   | 8   | 5   | 5   | 9   | 5   | 229    |
| 8   | #38 Performance Tech          | 3   | 10† | 8   | 9   | 4   | 4   | 6   | 2   | 10  | 10† | 218    |
| 9   | #09 RSR Racing                | 9†  | 2   | 3   | 6   | 9   | 2   | 9†  | 4   | 11† | 9   | 201    |
| 10  | #88 BAR1 Motorsports          |     | 6   | DNS | 8   | 2   | 9   | DNS | DNS | 8   | 11† | 130    |
| 11  | #87 BAR1 Motorsports          | 7   | 8†  |     |     |     |     |     |     | 6   | 8   | 76     |

| Pos | Equipo/Automóvil              | DAY | SEB | LGA | KAN | WTG | IMS | ELK | VIR | AUS | PLM | Puntos |
| --- | ----------------------------- | --- | --- | --- | --- | --- | --- | --- | --- | --- | --- | ------ |
| 1   | #54 CORE Autosport            | 1   | 1   | 7   | 1   | 1   | 3   | 8   | 3   | 2   | 2   | 321    |
| 2   | #25 8Star Motorsports         | 2   | 5   | 2   | 3   | 10  | 6   | 2   | 1   | 1   | 7   | 302    |
| 3   | #8 Starworks Motorsport       | 5   | 3   | 1   | 2   | 7   | 10† | 1   | 6   | 3   | 1   | 282    |
| 4   | #52 PR1/Mathiasen Motorsports | 4   | 9†  | 4   | 4   | 3   | 5   | 7   | 8   | 4   | 3   | 255    |
| 5   | #08 RSR Racing                | 8†  | 7   | 5   | 5   | 8   | 1   | 4   | 9   | 5   | 4   | 248    |
| 6   | #85 JDC/Miller Motorsports    |     | 4   | 6   | 10  | 6   | 7   | 3   | 7   | 7   | 6   | 235    |
| 7   | #7 Starworks Motorsport       | 6   |     | 9   | 7   | 5   | 8   | 5   | 5   | 9   | 5   | 229    |
| 8   | #38 Performance Tech          | 3   | 10† | 8   | 9   | 4   | 4   | 6   | 2   | 10  | 10† | 218    |
| 9   | #09 RSR Racing                | 9†  | 2   | 3   | 6   | 9   | 2   | 9†  | 4   | 11† | 9   | 201    |
| 10  | #88 BAR1 Motorsports          |     | 6   | DNS | 8   | 2   | 9   | DNS | DNS | 8   | 11† | 130    |
| 11  | #87 BAR1 Motorsports          | 7   | 8†  |     |     |     |     |     |     | 6   | 8   | 76     |

### Clase GTLM - Pilotos
| Pos | Piloto              | DAY | SEB | LBH | LGA | WTG | IMS | MOS | ELK | VIR | AUS | PLM | Puntos |
| --- | ------------------- | --- | --- | --- | --- | --- | --- | --- | --- | --- | --- | --- | ------ |
| 1   | Kuno Wittmer        | 6   | 2   | 10  | 7   | 3   | 2   | 1   | 3   | 5   | 1   | 3   | 331    |
| 2   | Jonathan Bomarito   | 6   | 2   | 10  | 7   | 3   | 2   | 1   | 3   | 5   | 1   | 6   | 326    |
| 3   | Antonio García      | 10  | 8   | 1   | 1   | 1   | 1   | 4   | 6   | 7   | 9   | 8   | 317    |
| 4   | Marc Goossens       | 3   | 7   | 7   | 6   | 2   | 3   | 8   | 4   | 6   | 2   | 3   | 314    |
| 5   | Dominik Farnbacher  | 3   | 7   | 7   | 6   | 2   | 3   | 8   | 4   | 6   | 2   | 6   | 309    |
| 6   | Michael Christensen | 9   | 1   | 5   | 8   | 8   | 9   | 3   | 5   | 8   | 3   | 2   | 303    |
| 6   | Patrick Long        | 9   | 1   | 5   | 8   | 8   | 9   | 3   | 5   | 8   | 3   | 2   | 303    |
| 7   | Dirk Müller         | 4   | 10  | 2   | 10  | 6   | 4   | 7   | 2   | 3   | 7   | 7   | 300    |
| 7   | John Edwards        | 4   | 10  | 2   | 10  | 6   | 4   | 7   | 2   | 3   | 7   | 7   | 300    |
| 8   | Bill Auberlen       | 2   | 3   | 6   | 2   | 10  | 6   | 6   | 8   | 4   | 6   | 10  | 298    |
| 8   | Andy Priaulx        | 2   | 3   | 6   | 2   | 10  | 6   | 6   | 8   | 4   | 6   | 10  | 298    |
| 9   | Jan Magnussen       | 10  | 8   | 1   | 1   | 1   | 1   | 4   | 6   | 7†  | 9   | 8   | 293    |
| 10  | Oliver Gavin        | 5   | 6   | 3   | 5   | 4   | 6   | 5   | 7   | 9   | 10  | 4   | 291    |
| 10  | Tommy Milner        | 5   | 6   | 3   | 5   | 4   | 6   | 5   | 7   | 9   | 10  | 4   | 291    |

| Color     | Resultado                                                               |
| --------- | ----------------------------------------------------------------------- |
| Oro       | Ganador                                                                 |
| Plata     | 2.ª plaza                                                               |
| Bronce    | 3.ª plaza                                                               |
| Verde     | Finalizó en los puntos                                                  |
| Azul      | Finalizó sin puntos                                                     |
| Azul      | NC - No clasificado                                                     |
| Violeta   | Ret - No terminó (Carrera)                                              |
| Rojo      | DNQ - No se clasificó                                                   |
| Negro     | DSQ - Descalificado                                                     |
| Blanco    | DNS - No empezó (carrera)                                               |
| Blanco    | WD - Retirado (fin de semana)                                           |
| Blanco    | C - Carrera cancelada                                                   |
| Sin color | DNP - Inscrito pero no participó                                        |
| Sin color | INJ - Lesionado                                                         |
| Sin color | EX - Excluido                                                           |
| Estado    | Resultado                                                               |
| Negrita   | Pole position                                                           |
| Cursiva   | Vuelta rápida                                                           |
| †         | Abandona, pero clasifica al completar el porcentaje requerido para ello |

- Pilotos señalados con † significan que no dieron suficientes vueltas para sumar el total de los puntos.

#### Equipos - Automóvil
| Pos | Equipo/Automóvil                       | DAY | SEB | LBH | LGA | WTG | IMS | MOS | ELK | VIR | AUS | PLM | Puntos |
| --- | -------------------------------------- | --- | --- | --- | --- | --- | --- | --- | --- | --- | --- | --- | ------ |
| 1   | #93 SRT Motorsports                    | 6   | 2   | 10  | 7   | 3   | 2   | 1   | 3   | 5   | 1   | 6   | 326    |
| 2   | #3 Corvette Racing                     | 10  | 8   | 1   | 1   | 1   | 1   | 4   | 6   | 7   | 9   | 8   | 317    |
| 3   | #91 SRT Motorsports                    | 3   | 7   | 7   | 6   | 2   | 3   | 8   | 4   | 6   | 2   | 3   | 314    |
| 4   | #912 Porsche North America             | 9   | 1   | 5   | 8   | 8   | 9   | 3   | 5   | 8   | 3   | 2   | 303    |
| 5   | #56 BMW Rahal Letterman Lanigan Racing | 4   | 10  | 2   | 10  | 6   | 4   | 7   | 2   | 3   | 7   | 7   | 300    |
| 6   | #62 Risi Competizione                  | 11  | 11  | 9   | 3   | 7   | 10  | 2   | 1   | 1   | 4   | 11  | 298    |
| 7   | #55 BMW Rahal Letterman Lanigan Racing | 2   | 3   | 6   | 2   | 10  | 6   | 6   | 8   | 4   | 6   | 10  | 298    |
| 8   | #4 Corvette Racing                     | 5   | 6   | 3   | 5   | 5   | 7   | 5   | 7   | 9   | 10  | 4   | 291    |
| 9   | #911 Porsche North America             | 1   | 9   | 4   | 9   | 5   | 5   | 10  | 10  | 10  | 11  | 5   | 279    |
| 10  | #17 Team Falken Tire                   |     | 5   | 8   | 4   | 9   | 8   | 9   | 9   | 2   | 8   | 1   | 266    |

| Pos | Equipo/Automóvil                       | DAY | SEB | LBH | LGA | WTG | IMS | MOS | ELK | VIR | AUS | PLM | Puntos |
| --- | -------------------------------------- | --- | --- | --- | --- | --- | --- | --- | --- | --- | --- | --- | ------ |
| 1   | #93 SRT Motorsports                    | 6   | 2   | 10  | 7   | 3   | 2   | 1   | 3   | 5   | 1   | 6   | 326    |
| 2   | #3 Corvette Racing                     | 10  | 8   | 1   | 1   | 1   | 1   | 4   | 6   | 7   | 9   | 8   | 317    |
| 3   | #91 SRT Motorsports                    | 3   | 7   | 7   | 6   | 2   | 3   | 8   | 4   | 6   | 2   | 3   | 314    |
| 4   | #912 Porsche North America             | 9   | 1   | 5   | 8   | 8   | 9   | 3   | 5   | 8   | 3   | 2   | 303    |
| 5   | #56 BMW Rahal Letterman Lanigan Racing | 4   | 10  | 2   | 10  | 6   | 4   | 7   | 2   | 3   | 7   | 7   | 300    |
| 6   | #62 Risi Competizione                  | 11  | 11  | 9   | 3   | 7   | 10  | 2   | 1   | 1   | 4   | 11  | 298    |
| 7   | #55 BMW Rahal Letterman Lanigan Racing | 2   | 3   | 6   | 2   | 10  | 6   | 6   | 8   | 4   | 6   | 10  | 298    |
| 8   | #4 Corvette Racing                     | 5   | 6   | 3   | 5   | 5   | 7   | 5   | 7   | 9   | 10  | 4   | 291    |
| 9   | #911 Porsche North America             | 1   | 9   | 4   | 9   | 5   | 5   | 10  | 10  | 10  | 11  | 5   | 279    |
| 10  | #17 Team Falken Tire                   |     | 5   | 8   | 4   | 9   | 8   | 9   | 9   | 2   | 8   | 1   | 266    |

#### Fabricantes
| Pos | Monomarca | DAY | SEB | LBH | LGA | WTG | IMS | MOS | ELK | VIR | AUS | PLM | Puntos |
| --- | --------- | --- | --- | --- | --- | --- | --- | --- | --- | --- | --- | --- | ------ |
| 1   | Porsche   | 1   | 1   | 4   | 4   | 5   | 5   | 3   | 5   | 2   | 3   | 1   | 343    |
| 2   | Dodge     | 3   | 2   | 7   | 6   | 2   | 2   | 1   | 3   | 5   | 1   | 3   | 340    |
| 3   | Chevrolet | 5   | 6   | 1   | 1   | 1   | 1   | 4   | 6   | 7   | 9   | 4   | 330    |
| 4   | BMW       | 2   | 3   | 2   | 2   | 6   | 4   | 6   | 2   | 3   | 6   | 7   | 328    |
| 5   | Ferrari   | 7   | 4   | 9   | 3   | 7   | 10  | 2   | 1   | 1   | 4   | 9   | 320    |

| Pos | Monomarca | DAY | SEB | LBH | LGA | WTG | IMS | MOS | ELK | VIR | AUS | PLM | Puntos |
| --- | --------- | --- | --- | --- | --- | --- | --- | --- | --- | --- | --- | --- | ------ |
| 1   | Porsche   | 1   | 1   | 4   | 4   | 5   | 5   | 3   | 5   | 2   | 3   | 1   | 343    |
| 2   | Dodge     | 3   | 2   | 7   | 6   | 2   | 2   | 1   | 3   | 5   | 1   | 3   | 340    |
| 3   | Chevrolet | 5   | 6   | 1   | 1   | 1   | 1   | 4   | 6   | 7   | 9   | 4   | 330    |
| 4   | BMW       | 2   | 3   | 2   | 2   | 6   | 4   | 6   | 2   | 3   | 6   | 7   | 328    |
| 5   | Ferrari   | 7   | 4   | 9   | 3   | 7   | 10  | 2   | 1   | 1   | 4   | 9   | 320    |

### Clase GTD - Pilotos
| Pos | Piloto            | DAY | SEB | LGA | DET | WTG | IMS | MOS | ELK | VIR | AUS | PLM | Puntos |
| --- | ----------------- | --- | --- | --- | --- | --- | --- | --- | --- | --- | --- | --- | ------ |
| 1   | Dane Cameron      | 7†  | 7   | 1   | 6   | 1   | 3   | 15  | 1   | 1   | 3   | 4   | 304    |
| 2   | Bryce Miller      | 16  | 12  | 2   | 3   | 8   | 8   | 2   | 11  | 4   | 6   | 1   | 295    |
| 2   | Christopher Haase | 16  | 12  | 2   | 3   | 8   | 8   | 2   | 11  | 4   | 6   | 1   | 295    |
| 3   | Leh Keen          | 8   | 4   | 4   | 5   | 12  | 5   | 5   | 2   | 5   | 5   | 8   | 295    |
| 3   | Cooper MacNeil    | 8   | 4   | 4   | 5   | 12  | 5   | 5   | 2   | 5   | 5   | 8   | 295    |
| 4   | Townsend Bell     | 1   | 2   | 14  | 8   | 2   | 13  | 4   | 5   | 8   | 8   | 7   | 293    |
| 4   | Bill Sweedler     | 1   | 2   | 14  | 8   | 2   | 13  | 4   | 5   | 8   | 8   | 7   | 293    |
| 5   | John Potter       | 12  | 1   | 3   | 13  | 3   | 9   | 12  | 14  | 6   | 2   | 3   | 289    |
| 6   | Markus Palttala   | 7†  | 7   | 1   | 6   | 1   | 3   |     | 1   | 1   | 3   | 4   | 287    |
| 7   | Jan Heylen        | 3   | 9   | 11  | 9   | 13  | 7   | 11  | 3   | 9   | 4   | 2   | 280    |
| 7   | Madison Snow      | 3   | 9   | 11  | 9   | 13  | 7   | 11  | 3   | 9   | 4   | 2   | 280    |
| 8   | Andy Lally        | 12  | 1   | 3   | 13  | 3   | 9   | 12  | 14† | 6   | 2   | 3   | 272    |
| 9   | Jeff Westphal     | 11  | 18  | 7   | 1   | 5   | 17  | 1   | 16  | 2   | 11  | 9   | 269    |
| 10  | Mario Farnbacher  | 15  | 3   | 8   | 2   | 16  | 6   | 6   | 6   | 15  | 18  | 5   | 259    |

| Color     | Resultado                                                               |
| --------- | ----------------------------------------------------------------------- |
| Oro       | Ganador                                                                 |
| Plata     | 2.ª plaza                                                               |
| Bronce    | 3.ª plaza                                                               |
| Verde     | Finalizó en los puntos                                                  |
| Azul      | Finalizó sin puntos                                                     |
| Azul      | NC - No clasificado                                                     |
| Violeta   | Ret - No terminó (Carrera)                                              |
| Rojo      | DNQ - No se clasificó                                                   |
| Negro     | DSQ - Descalificado                                                     |
| Blanco    | DNS - No empezó (carrera)                                               |
| Blanco    | WD - Retirado (fin de semana)                                           |
| Blanco    | C - Carrera cancelada                                                   |
| Sin color | DNP - Inscrito pero no participó                                        |
| Sin color | INJ - Lesionado                                                         |
| Sin color | EX - Excluido                                                           |
| Estado    | Resultado                                                               |
| Negrita   | Pole position                                                           |
| Cursiva   | Vuelta rápida                                                           |
| †         | Abandona, pero clasifica al completar el porcentaje requerido para ello |

- Pilotos señalados con † significan que no dieron suficientes vueltas para sumar el total de los puntos.

#### Equipos - Automóvil
| Pos | Equipo/Automóvil                 | DAY | SEB | LGA | DET | WTG | IMS | MOS | ELK | VIR | AUS | PLM | Puntos |
| --- | -------------------------------- | --- | --- | --- | --- | --- | --- | --- | --- | --- | --- | --- | ------ |
| 1   | #94 Turner Motorsport            | 7   | 7   | 1   | 6   | 1   | 3   | 15  | 1   | 1   | 3   | 4   | 304    |
| 2   | #48 Paul Miller Racing           | 16  | 12  | 2   | 3   | 8   | 8   | 2   | 11  | 4   | 6   | 1   | 295    |
| 3   | #22 Alex Job Racing              | 8   | 4   | 4   | 5   | 8   | 5   | 5   | 2   | 5   | 5   | 8   | 295    |
| 4   | #555 AIM Autosport               | 1   | 2   | 14  | 8   | 2   | 13  | 4   | 5   | 8   | 8   | 7   | 293    |
| 5   | #44 Magnus Racing                | 12  | 1   | 3   | 13  | 3   | 9   | 12  | 14  | 6   | 2   | 3   | 289    |
| 6   | #58 Snow Racing                  | 3   | 9   | 11  | 9   | 13  | 7   | 11  | 3   | 9   | 4   | 2   | 280    |
| 7   | #63 Scuderia Corsa               | 11  | 18  | 7   | 1   | 5   | 17  | 1   | 16  | 2   | 11  | 9   | 269    |
| 8   | #23 Team Seattle/Alex Job Racing | 15  | 3   | 8   | 2   | 16  | 6   | 6   | 6   | 15  | 18  | 5   | 259    |
| 9   | #35 Flying Lizard Motorsports    | 5   | 5   | 5   | 12  | 7   | 14  | 13  | 8   | 7   | 13  | 12  | 252    |
| 10  | #45 Flying Lizard Motorsports    | 2   | 8   | 6   | 14  | 14  | 10  | 8   | 7   | 16  | 7   | 14  | 249    |

| Pos | Equipo/Automóvil                 | DAY | SEB | LGA | DET | WTG | IMS | MOS | ELK | VIR | AUS | PLM | Puntos |
| --- | -------------------------------- | --- | --- | --- | --- | --- | --- | --- | --- | --- | --- | --- | ------ |
| 1   | #94 Turner Motorsport            | 7   | 7   | 1   | 6   | 1   | 3   | 15  | 1   | 1   | 3   | 4   | 304    |
| 2   | #48 Paul Miller Racing           | 16  | 12  | 2   | 3   | 8   | 8   | 2   | 11  | 4   | 6   | 1   | 295    |
| 3   | #22 Alex Job Racing              | 8   | 4   | 4   | 5   | 8   | 5   | 5   | 2   | 5   | 5   | 8   | 295    |
| 4   | #555 AIM Autosport               | 1   | 2   | 14  | 8   | 2   | 13  | 4   | 5   | 8   | 8   | 7   | 293    |
| 5   | #44 Magnus Racing                | 12  | 1   | 3   | 13  | 3   | 9   | 12  | 14  | 6   | 2   | 3   | 289    |
| 6   | #58 Snow Racing                  | 3   | 9   | 11  | 9   | 13  | 7   | 11  | 3   | 9   | 4   | 2   | 280    |
| 7   | #63 Scuderia Corsa               | 11  | 18  | 7   | 1   | 5   | 17  | 1   | 16  | 2   | 11  | 9   | 269    |
| 8   | #23 Team Seattle/Alex Job Racing | 15  | 3   | 8   | 2   | 16  | 6   | 6   | 6   | 15  | 18  | 5   | 259    |
| 9   | #35 Flying Lizard Motorsports    | 5   | 5   | 5   | 12  | 7   | 14  | 13  | 8   | 7   | 13  | 12  | 252    |
| 10  | #45 Flying Lizard Motorsports    | 2   | 8   | 6   | 14  | 14  | 10  | 8   | 7   | 16  | 7   | 14  | 249    |

#### Fabricantes
| Pos | Monomarca | DAY | SEB | LGA | DET | WTG | IMS | MOS | ELK | VIR | AUS | PLM | Puntos |
| --- | --------- | --- | --- | --- | --- | --- | --- | --- | --- | --- | --- | --- | ------ |
| 1   | Porsche   | 3   | 1   | 3   | 2   | 3   | 2   | 5   | 2   | 3   | 2   | 2   | 343    |
| 2   | BMW       | 7   | 7   | 1   | 6   | 1   | 3   | 15  | 1   | 1   | 3   | 4   | 340    |
| 3   | Ferrari   | 1   | 2   | 7   | 1   | 2   | 13  | 1   | 5   | 2   | 8   | 6   | 337    |
| 4   | Audi      | 2   | 5   | 2   | 3   | 7   | 8   | 2   | 7   | 4   | 6   | 1   | 329    |
| 5   | Dodge     | 19  | 24  | 16  | 11  | 17  | 1   | 3   | 4   | 13  | 1   | 17  | 286    |

| Pos | Monomarca | DAY | SEB | LGA | DET | WTG | IMS | MOS | ELK | VIR | AUS | PLM | Puntos |
| --- | --------- | --- | --- | --- | --- | --- | --- | --- | --- | --- | --- | --- | ------ |
| 1   | Porsche   | 3   | 1   | 3   | 2   | 3   | 2   | 5   | 2   | 3   | 2   | 2   | 343    |
| 2   | BMW       | 7   | 7   | 1   | 6   | 1   | 3   | 15  | 1   | 1   | 3   | 4   | 340    |
| 3   | Ferrari   | 1   | 2   | 7   | 1   | 2   | 13  | 1   | 5   | 2   | 8   | 6   | 337    |
| 4   | Audi      | 2   | 5   | 2   | 3   | 7   | 8   | 2   | 7   | 4   | 6   | 1   | 329    |
| 5   | Dodge     | 19  | 24  | 16  | 11  | 17  | 1   | 3   | 4   | 13  | 1   | 17  | 286    |